# سنغافورة
سنغافورة ورسميًا جمهورية سنغافورة هي دولة مدينة جزرية ذات نظام ديمقراطي رأسمالي تقع في جنوب شرق آسيا عند الطرف الجنوبي من شبه جزيرة الملايو، يفصلها عن ماليزيا مضيق جوهر كما يفصلها عن جزر رياو الإندونيسية مضيق سنغافورة. تعتبر سنغافورة رابع أهم مركز مالي في العالم ومدينة عالمية تلعب دورًا مهمًا في الاقتصاد العالمي، ويعد مرفأ سنغافورة خامس مرفأ في العالم من ناحية النشاط.
إنَّ سنغافورة لها تاريخ حافل بالمهاجرين، فسكانها الذين يصل تعدادهم إلى خمسة ملايين هم خليط من الصينيين والملايويين والهنود وآسيويين والقوقازيين من ثقافات مختلفة.
يُقَدَّر أنَّ 42% من سكان الجزيرة هم من الأجانب الوافدين للعمل أو للدراسة. تعتبر سنغافورة رابع دولة في العالم من ناحية الكثافة السكانية بعد ماكاو وموناكو وجزيرة جاوه، بعد الانفجار الديموغرافي الذي شهِدَته من 1985 إلى 2001 ميلادي.
وفي عام 2006 سمَّت شركة «آت كيرني» (at Kearney) جمهورية سنغافورة «المدينة الأكثر عولمة» في العالم بحسب مؤشرها للعولمة. قبل الاستقلال في عام 1969 كان الناتج المحلي الإجمالي هو 511 مليار دولار، وكان يعتبر ثالث أعلى ناتج في آسيا الشرقية في ذلك الزمن. وبعد الاستقلال أدت سياسة الاستثمار وتشجيع الصناعة التي قام بها نائب رئيس الوزراء غوه كينغ سوي إلى تحديث اقتصادها.
وفي مؤشر جودة الحياة التي تنشره «وحدة الاستخبارات الاقتصادية» في مجلة «الايكونوميست»، حصلت سنغافورة على الدرجة الأولى في آسيا والمرتبة الحادية عشرة على مستوى العالم، وتمتلك تاسع أعلى احتياطي في العالم. ولدَى الدولة جيش وطني مجهز بشكل جيد ويعتمد على أحدث الأسلحة. ووفق مؤشر هينلي وشركاؤه للقيود على التأشيرات عام 2014 احتل الجواز السنغافوري المركز السادس على مستوى العالم، حيث يمكن لمن يحمله دخول 167 دولة من دون تأشيرة مسبقة.
كما أنَّ بعد الانكماش في الربع الرابع من العام 2009 الذي وصل إلى -6.8% استعادت سنغافورة تنامي اقتصادها في النصف الأول من 2010 لتصبح أسرع دولة في إنعاش اقتصادها بمعدل نمو وصل إلى 17.9%.

## أصل التسمية
يرجع اسم سنغافورة، وهي تلفظ باللغة المحلية «سنغابورا»، إلى كلمتي «سنغا» و«بورا» السنسكريتية التي يعنيان حرفياً «مدينة الأسد». وسبب هذه التسمية هو أن عند وصول أحد المستكشفين القدامى إلى هذه الجزيرة الصغيرة، وهو أمير سومطري يدعى «سانغ نيلا أوتاما» (Sang Nila Utama) ويعتبر مؤسس سنغافورة، رأى أسد فسماها «مدينة الأسد». ولكن الأبحاث أظهرت أن الأسود لم تعش قط في الجزيرة، لذلك يعتقد بأن الأمير رأى نمراً. والأسد «ميرليون» (Merlion)، وهو أسد بجسد سمكة، يمثل الشعار الرئيسي للبلاد منذ عام 1986 م.

## التاريخ

### ما قبل القرن 19

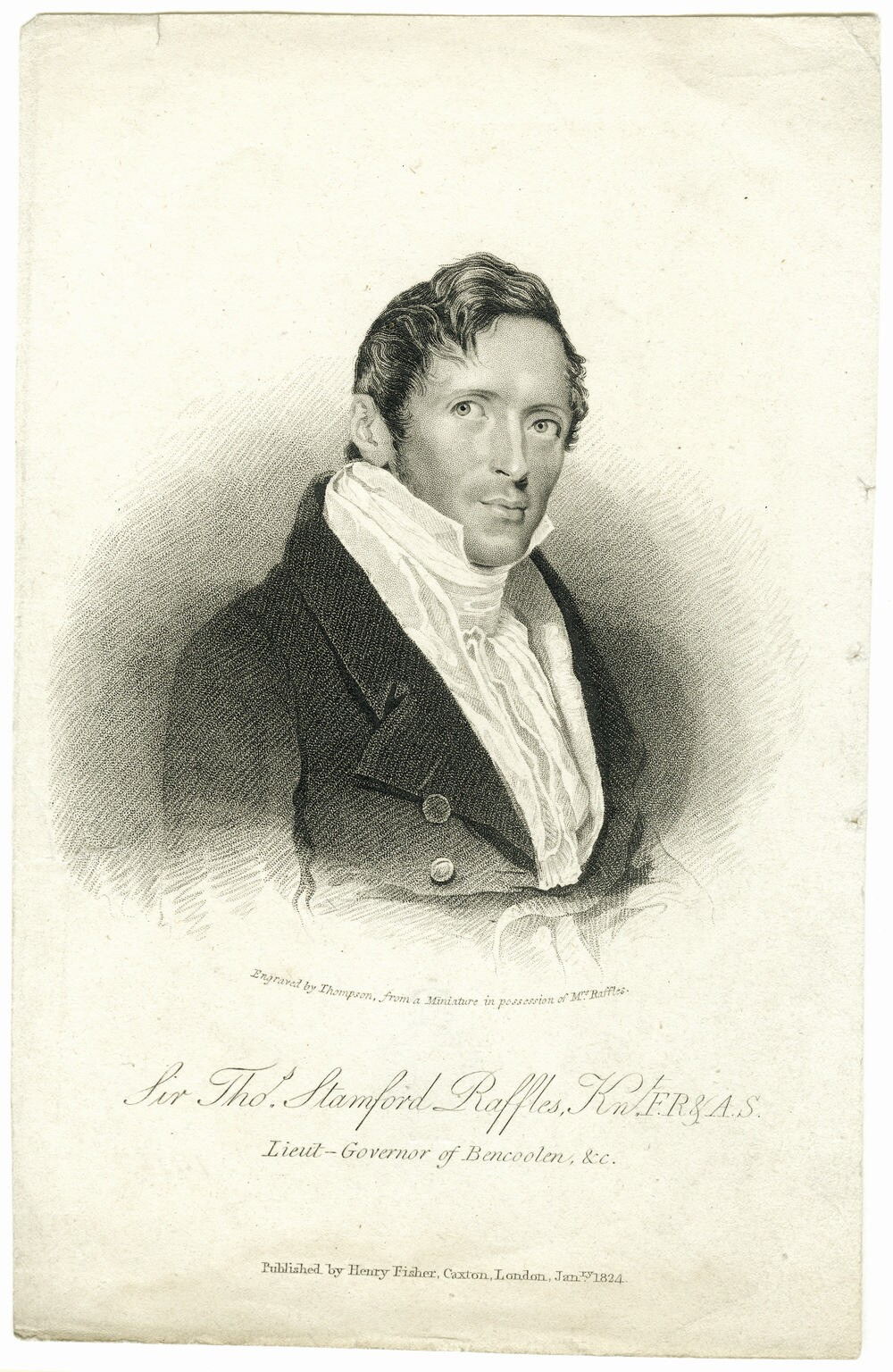
السير توماس ستامفورد رافلز، أول مؤسس لسنغافورة.

السجلات الأولى للاستيطان في سنغافورة من القرن الثاني. كانت الجزيرة موقعا للإمبراطورية السريفيجايا السومطرية، وكان في الأصل اسمها بالجاوية تيماسيك (مدينة البحر) في الفترة ما بين القرنين السادس عشر وبداية القرن التاسع عشر، وكانت سنغافورة جزءا من سلطنة جوهر في 1613، أحرق المقاتلون البرتغال المستوطنة عند مصب نهر سنغافورة وغرقت الجزيرة في الظلام خلال القرنين المقبلين.

### التاريخ القديم
عرفها العرب قديمًا باسمها وكان يصفونها للإيطاليين واليونانيين باسمها الحالي، أثناء رحلاتهم التجارية إلى الشرق الأقصى، وبعد توقف السفن الشراعية ظهرت أهميتها كميناء للسفن التجارية في القرن التاسع عشر، فأصبحت ميناء عالميًا منذ سنة 1235 هـ - 1819 م ودعم وظيفتها تصدير قصدير الملايو ومطاطها، فاتخذتها شركة الهند الشرقية البريطانية كميناء أول لها في جنوب آسيا منذ سنة 1235 هـ- 1876م وخضعت للاستعمار البريطاني إبان سيطرته على شبه جزيرة الملايو، وتحولت إلى قاعدة مهمة للأسطول البريطاني أثناء الحرب العالمية الثانية، ثم حصلت على استقلالها مع الملايو حسب اتفاقية لندن سنة 1379 هـ - 1957م واتحدت مع ماليزيا في سنة 1379 هـ - 1959م وانفصلت عن اتحاد ماليزيا في سنة 1385 هـ - 1965م، وعرفت بعد الانفصال بجمهورية سنغافورة.

### الحكم الاستعماري البريطاني
حطَّ توماس ستامفورد رافلز في الجزيرة الرئيسية لسنغافورة في 28 يناير 1819، اكتشف أهميتها كمركز تجاري استراتيجي لجنوب شرق آسيا، ووقع رافلز معاهدة مع السلطان حسين شاه جوهر نيابة عن شركة الهند الشرقية البريطانية في 6 فبراير 1819 لتطوير الجزء الجنوبي من سنغافورة كمستوطنة ومركز تجاري بريطاني.
كانت الأراضي السنغافورية حتى عام 1824 لا تزال تحت سيطرة سلطان الملايو. وأصبحت مستعمرة بريطانية في 2 أغسطس 1824 حين كان جون كراوفورد المقيم الثاني لسنغافورة، الجزيرة كلها أصبحت رسميا ملكا لبريطانية من خلال التوقيع على معاهدة مع السلطان حسين شاه حيث سلمها السلطان والتيمينجونج (لقب قديم يطلق على النبلاء المالاويين) إلى شركة الهند الشرقية البريطانية في 1826 أصبحت جزءا من مستوطنات المضيق للمستعمرة البريطانية. خلال عام 1869، 100.000 شخص يعيش في الجزيرة.

### الحرب العالمية الثانية وفترة الحرب الباردة

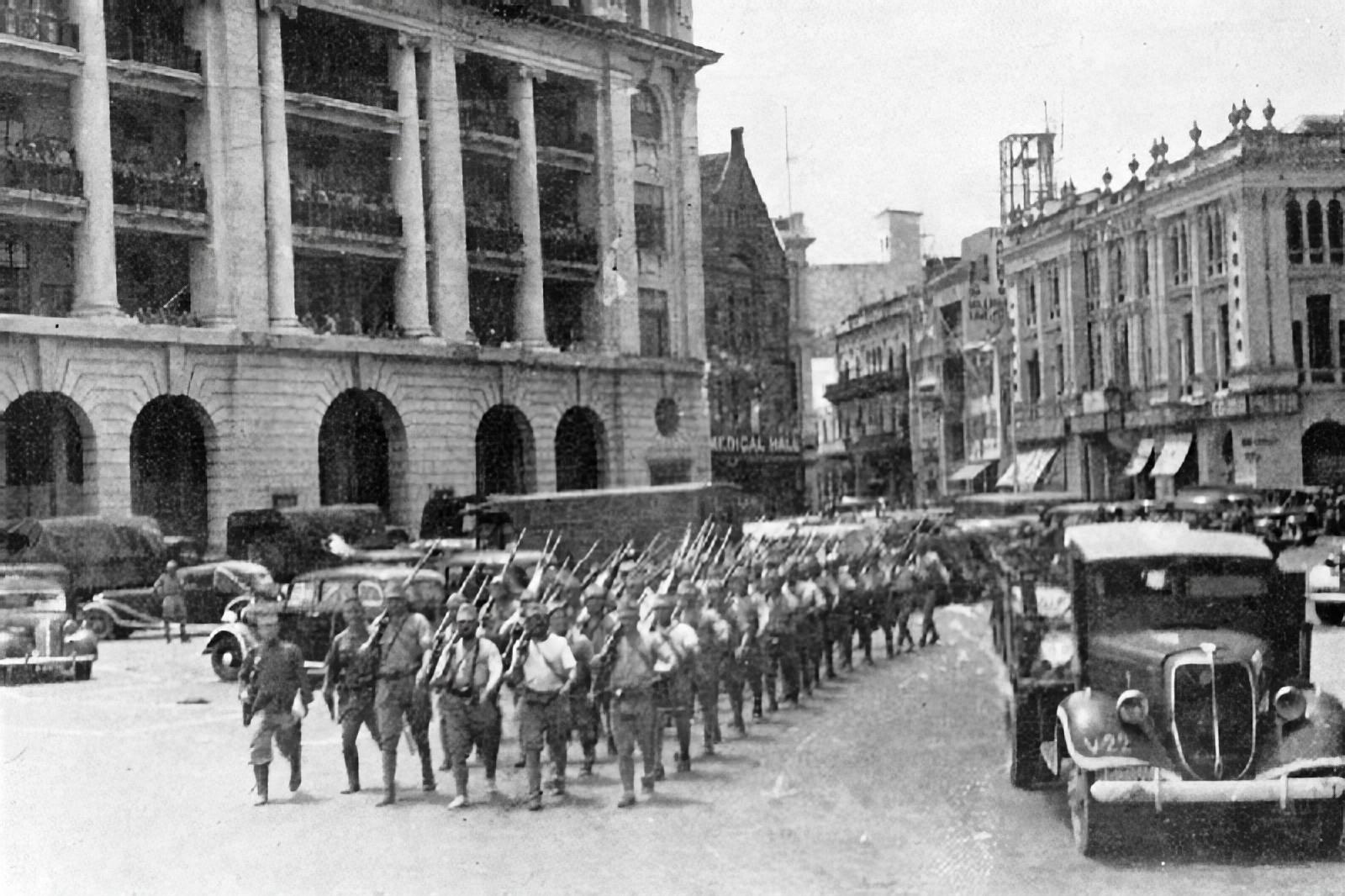
مسيرة قوات جيش امبراطورية اليابان المنتصرة وسط مدينة سنغافورة بعد استسلام بريطانيا.

خلال الحرب العالمية الثانية غزا جيش اليابان الإمبراطوري مالايا، وبلغت ذروتها في معركة سنغافورة. وهزم البريطانيون في ستة أيام، واستسلمت القلاع المنيعة للجنرال الياباني تومويوكي ياماشيتا في 15 فبراير 1942. وصف رئيس الوزراء البريطاني ونستون تشرشل الاستسلام بأنه «أسوأ كارثة وأكبر استسلام في تاريخ بريطانيا». بعد سقوط سنغافورة حدثت مذبحة تشينغ سوك للعرقية الصينية ومات فيها ما بين 5000 و 25000 شخص. أعاد اليابانيون تسمية سنغافورة للإسم شونانتو (昭南島)، تعني في اليابانية «شوا نو جيداي ني ايتا مينامي نو شيما» ( 昭和の時代に得た南の島)، أو «تم الاستيلاء على الجزيرة الجنوبية في عصر شوا»، وما زالت تحت الاحتلال حتى استعاد البريطانيون الجزيرة في 12 سبتمبر 1945، وبعد شهر استسلم اليابانيون.
بعد الحرب، سمحت الحكومة البريطانية لسنغافورة إجراء أول انتخابات عامة عام 1955، التي فاز بها المرشح المؤيد للاستقلال، ديفيد مارشال، زعيم حزب جبهة العمل، الذي أصبح رئيس وزراء.
قاد مارشال وفدا إلى لندن للمطالبة بالحكم الذاتي الكامل، لكنه تم الرفض من قبل البريطانيين. واستقال عند العودة، وحل محله ليم يو هوك، الذي عمل على سياسة اقناع البريطانيين. وكانت سنغافورة قد منحت الحكم الذاتي الداخلي الكامل للحكومة مع رئيس وزرائها ومجلس الوزراء للإشراف على جميع قضايا الحكومة باستثناء الدفاع والشؤون الخارجية.
جرت الانتخابات في 30 مايو 1959 مع حزب العمل الشعبي الذي حقق فوزا ساحقًا. أصبحت سنغافورة في نهاية المطاف دولة تتمتع بالحكم الذاتي داخل الكومنولث في يوم 3 يونيو 1959، وأدى اليمين لي كوان يو لتولي منصب رئيس الوزراء الأول. ثم حاكم سنغافورة السير وليام الموند كودرينغتون غود، شغل منصب أول رئيس دولة حتى 3 ديسمبر 1959. وقد خلفه يوسف بن إسحاق، في وقت لاحق أصبح أول رئيس لسنغافورة.
أعلنت سنغافورة الاستقلال عن بريطانيا من طرف واحد في أغسطس 1963، قبل الانضمام إلى الاتحاد الفيدرالي الماليزي في سبتمبر لتلحق بالملايا وصباح وسراوق نتيجة استفتاء الاندماج 1962 لسنغافورة. تم طرد سنغافورة من الاتحاد الفيدرالي بعد عامين، بعد الصراع الفكري والأيديولوجي الساخن بين حكومة زعماء حزب العمل الشعبي والحكومة الفيدرالية في كوالالمبور.

### الاستقلال
إبان صباح يوم 9 أغسطس 1965 صوّت البرلمان الماليزي بالأغلبية على طرد سنغافورة من الاتحاد وبعدها بساعات أعلن البرلمان السنغافوري الانفصال وإعلان جمهورية سنغافورة المستقلة أدى يوسف بن إسحاق اليمين الدستورية لمنصب رئيس سنغافورة ليكون بذلك أول رئيس لجمهورية سنغافورة وأصبح لي كوان يو أول رئيس وزراء لجمهورية سنغافورة.

#### ردود الأفعال
كان تعليق رئيس وزراء ماليزيا تونكو عبد الرحمن (قررنا أن لا بد من الفراق)، أما رئيس الوزراء لي كوان يو فقد ظهر بعد الانفصال ليقول (كنت أؤمن باندماج واتحاد المنطقتين)، ومن ردود الأفعال عنوان صحيفة سيدني مورننغ بعد انفصال سنغافورة (إعلان سنغافورة دولة مستقلة، وفي اليوم التالي تم نشر أن "سنغافورة كدولة مستقلة لم تكن من الأمور القابلة للتحقق منذ ثلاث سنوات، والوضع الحالي لا يبشر بتغيير).

### من عام 1965 إلى 1979 م
بعد تشكيل أول حكومة في تاريخ جمهورية سنغافورة لجأت الحكومة السنغافورية في مواجهة الفقر وقلة الموارد وضعف البنى التحتية والمؤسسات وغياب التاريخ والأساطير لملء هذه الفجوات عن طريق طائفة غير متجانسة من الأسس الأيديولوجية لبناء الأمة: التشديد على الحداثة والتقدم على أساس التعددية العرقية وحكم الأكفئ، وهذه بذاتها أدوات ضعيفة لبناء أمة وكان البديل هو النخبوية، فبزغت النخبوية بسرعة وقوة بوصفها المصدر الأساسي للحكومة.
سعت سنغافورة فوراً للاعتراف الدولي بسيادتها ونجحت بالحصول على عضوية الأمم المتحدة في 21 أيلول عام 1965 لتصبح العضو رقم 117 وانضمت إلى الكومنولث في أكتوبر 1965 ونجح وزير خارجيتها سيناثامبي راجاراتنام بتأكيد استقلال سنغافورة عبر إقامة علاقات دبلوماسية مع الكثير من الدول الأخرى. عملت حكومة سنغافورة بجانب تأكيد استقلالها إلى اتخاذ الإجراءات الكفيلة بالدفاع عن أراضيها وذلك بتأسيس جيش وطني وقوات أمن تحمي البلاد، وإلى جانب مشاكل الأمن والسيادة كانت هناك مشاكل أخرى مثل البطالة والإسكان والتعليم ونقص الموارد الطبيعية والأراضي حيث كانت البطالة تصل إلى 12% في بداية الحكومة السنغافورية الأولى.
ومن أهم الجهود التي بذلها لي كوان يو إنشاء هيئة التنمية الاقتصادية في عام 1961، كمؤسسة واحدة يسهل على المستثمر التعامل معها ولا يحتاج للتعامل مع عدد كبير من الإدارات والوزارات. هذا الإجراء جذب المستثمرين الأجانب مع إعطائهم امتيازات ضريبية وضمانات قانونية وحمايتهم استعانت الهيئة بخبراء من برنامج التنمية في الأمم المتحدة واستطاعت الترويج للاستثمار في سنغافورة وتقديم الضمانات مع التركيز على أربع صناعات أساسية هي بناء وصناعة السفن وهندسة المعادن والكيماويات والأدوات الكهربائية. واختار رئيس الوزراء لي كوان يو أفضل العلماء والخريجين المؤهلين من جامعات أجنبية للعمل بهذه اللجنة واختار لها رئيساً مؤهلاً استطاع أن يجعل منها مؤسسة ناجحة وكانت تعقد ندوات مع مديري الشركات متعددة الجنسيات للاستماع لمشاكلهم القانونية وغيرها. نجحت سياسة اللجنة في جذب شركات النفط الكبرى مثل شل وأيسو وأُنشئت المصافي النفطية ومصانع التكرير وبحلول التسعينيات أصبحت ثالث أكبر مركز لتكرير النفط في العالم بعد هيوستون ونوتردام وثالث أكبر مركز لتجارة النفط بعد نيويورك ولندن وأصبحت منتجاً رئيساً للبتروكيماويات على مستوى العالم.

### الانسحاب البريطاني
كان إعلان بريطانيا في يناير 1968 عزمها سحب قواتها بحلول عام 1971م أزمة بالنسبة إلى سنغافورة حيث كان للقوات البريطانية الأثر الرئيسي في الاقتصاد السنغافوري وحماية سنغافورة ولكن استطاعت الحكومة السنغافورية أن تعتمد على نفسها فخلال سنة 1969م جرى تشييد 52 مصنعا وتوافرت 17 ألف فرصة عمل جديدة وفي عام 1970، أضافت الاستثمارات الجديدة 20 ألف وظيفة أخرى وازدادت الإيرادات والمداخيل للحكومة السنغافورية وتجاوزت أزمة القلق من انسحاب القوات البريطانية بنجاح. وبجانب الاقتصاد استطاعت سنغافورة بناء جيشها لتعتمد على نفسها واستمرت على خطة تم وضعها في عام 1967م واتصلت بإسرائيل سرّا التي أرسلت لها مستشارين عسكريين ساعدوها في بناء جيشها وتسليحها.

### من عام 1980 إلى 1990
استمرت سنغافورة بتحقيق نمو اقتصادي متميز منذ بداية عام 1980 عندما استطاعت أن تخفض معدل البطالة في البلاد إلى 3% واستطاعت أن تقفز بالناتج المحلي الإجمالي واستمرت بتحقيق النجاح وفي عام 1981م افتتحت مطار شانغي سنغافورة واستثمرت الحكومة في شركة طيران سنغافورة واستثمرت في ميناء سنغافورة الذي أصبح فيما بعد واحد من أكثر موانئ العالم ازدحاما، عملت الحكومة في وقت سابق على إنشاء مجلس التنمية الإسكاني في سنغافورة الذي استطاع حل مشكلة سنغافورة الإسكانية ولإنهاء مشكلة البيوت العشوائية. وعمل المجلس على تخصيص الأراضي وتسليمها إلى القطاع الخاص لتقديم خدمات راقية للسكان مرتفعي الدخل وكذاك عملت على برنامج آخر عبر ردم البحر حيث بلغ مجموع عمليات الدفان من عام 1960 إلى 2005 ما يقارب 3577 هكتارا أو 0.05% من مساحة سنغافورة.
منذ عام 1966 إلى عام 1981 استطاع حزب العمل الشعبي على السيطرة على جميع المقاعد البرلمانية بالانتخابات التي عقدت في الفترة من 1966 إلى 1981 واتهم الحزب من معارضية بالاستبداد وأجريت إصلاحات تشريعية حيث أدخلت تعديلات تسمح لأن يصل ثلاثة مرشحين من أحزاب المعارضة في مجلس النواب وتم تعديل آخر في 1988 لضمان وصول الأقليات إلى البرلمان وأدخلت تعديلات أخرى في عام 1990 لضمان وصول الممثلين المستقلين غير الحزبيين للوصول للبرلمان.

### 1990

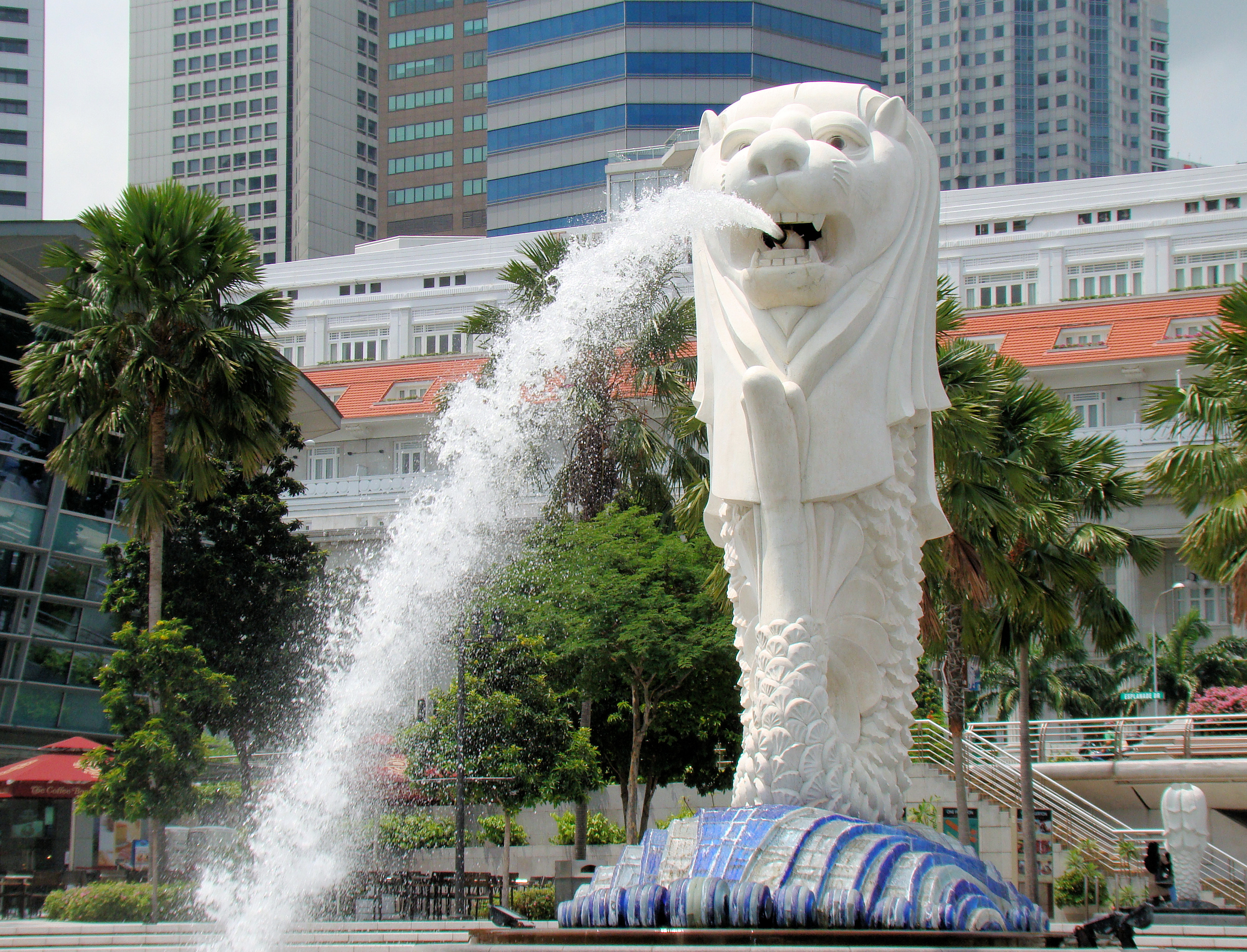
تمثال لاسد ميرليون في سنغابورة.

في عام 1990، تولى جوه تشوك تونغ رئاسة الوزراء بعد لي كوان. خلال فترة ولايته، واجهت البلاد أزمة آسيا المالية عام 1997، وفي 2003 انتشر السارس، والتهديدات الإرهابية. في 2004 أصبح لي هسين لونغ الابن البكر للي كوان يو، ثالث رئيس للوزراء. ومن بين أكثر قراراته البارزة هي خطة لفتح الكازينوهات لجذب السياح.
عندما اجتمع أول برلمان لسنغافورة في ديسمبر عام 1965 م، كانت مقاعد المعارضة خالية، فقد قاطعت المعارضة الجلسة الافتتاحية بحجة أن الاستقلال كان زائفا. وقد استقال نواب المعارضة وهرب اثنان منهما من سنغافورة خوفًا من الاعتقال. وهكذا ظلت سنغافورة بدون معارضة حتى عام 1981 م، عندما انتخب نائب واحد من المعارضة. أثناء انعقاد أول جلسة للبرلمان، رسمت حكومة سنغافورة الجديدة خططًا طموحة لإحياء الدولة الجديدة. فقد شجعت التعليم لصياغة هوية قومية مشتركة تجمع بين القوميات المختلفة التي تتكون منها سنغافورة، وأعدت المناهج الدراسية التي تدرب خريجي المدارس على الوظائف التي تحتاجها الصناعات الجديدة، كما بدأ تطبيق نظام الخدمة الوطنية وأُعدّ برنامج جديد للإسكان. ومنذ الستينيات من القرن العشرين، بدأت الصناعة تحل محل تجارة الترانزيت التقليدية كمصدر رئيسي للدخل في سنغافورة، وتحسنت الخدمات الصحية والاجتماعية. وفي عام 1971 م، انسحبت آخر القوات البريطانية من سنغافورة. وهكذا، استمر النمو الاقتصادي في الدولة. وبحلول الثمانينيات من القرن العشرين، أصبحت سنغافورة من أكثر بلدان آسيا استقرارًا ورفاهية. وفي عام 1990 م، تقاعد لي كوان رئيس وزراء سنغافورة، وخلفه نائب رئيس الوزراء جوه تشوك تونك. وفي عام 1993 م، أصبح أونج تنج تشونج أول رئيس للبلاد ينتخب مباشرة بوساطة الشعب. وقد شغل أونج في السابق منصب نائب رئيس الوزراء. رغب أونج عن إعادة ترشيح نفسه حيث ذكر أنه لم يجد تعاوناً تامًا من الوزراء، كما أن المنصب لا يؤدي سوى واجبات تشريفية. وفي أغسطس 1999 م تم انتخاب رئيس الاستخبارات السابق س.ر. ناثان رئيساً للبلاد، وفي 15 مايو 2024، أصبح لورانس وونغ رئيس وزراء سنغافورة الرابع،

## الحكومة والسياسة

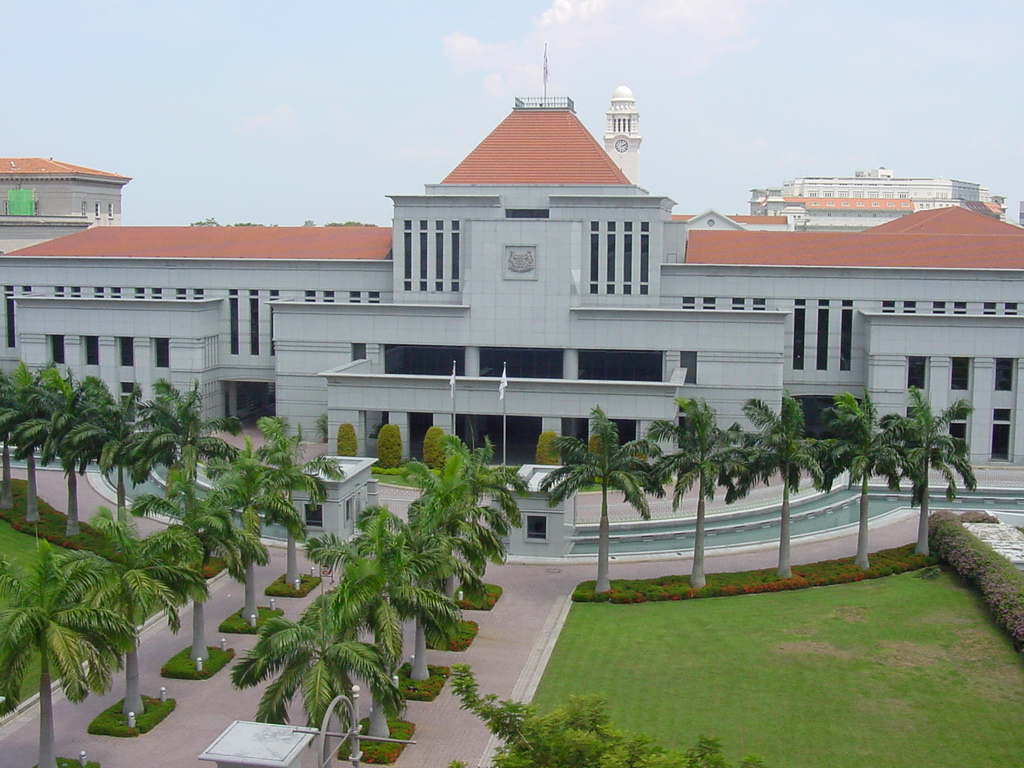
دار برلمان سنغافورة.

سنغافورة هي جمهورية برلمانية تتبع نظام وستمنستر للحكومات البرلمانية من غرفة واحدة تمثل مختلف الدوائر الانتخابية، دستور سنغافورة يؤسس لديمقراطية تمثيلية كنظام سياسي للأمة. والحزب الحاكم هو حزب العمل الشعبي الذي يهيمن على العمل السياسي وعلى البرلمان في كل الانتخابات منذ الحكم الذاتي الذي حصل عام 1959. في تقريرها «الحرية في التقرير العالمي» تصنف منظمة بيت الحرية سنغافورة بأنها «حرة جزئيا» اما مجلة الايكونوميست فتصنفها بأنها «نظام هجين»، وهي المرتبة الثالثة من أصل أربعة في «مؤشرها عن الديمقراطية».
تقع معظم الصلاحيات التنفيذية على عاتق الحكومة التي يرأسها رئيس الوزراء. ومركز رئيس سنغافورة هو صوري احتفالي أعطي بعض صلاحيات النقض عام 1991 في قرارات رئيسية قليلة مثل استخدام الاحتياطي الوطني وتعيين المناصب القضائية وهو ينتخب بالتصويت الشعبي، ولم يطعن فيها إلا في انتخابات عام 1993 حتى الآن. الفرع التشريعي للدولة هو البرلمان.
منذ تعديل قانون الانتخابات البرلمانية في العام 1991 أصبحت تجري الانتخابات البرلمانية على أساس تعدد الدوائر الانتخابية بنظام الانتخاب الفردي. يتألف البرلمان من أعضاء منتخبين، وممثلي دائرة انتخابية وأعضاء معينين. ويتم انتخاب معظم النواب في الانتخابات العامة على أساس الحاصل على أعلى الأصوات يحصل على المركز (first-past-the-post)، ويمثل إما عضو واحد أو مجموعة من دوائر التمثيل.
تصنف سنغافورة على أنها واحدة من الدول الأقل فسادا في العالم من قبل منظمة الشفافية الدولية.
وعلى الرغم من أن القوانين السنغافورية الموروثة أساسها القوانين الإنكليزية والهندية البريطانية وتشمل العديد من عناصر القانون العام الإنكليزي إلا أنها منذ الاستقلال ابتعدت عن هذا التقليد في بعض النواحي. وعلى سبيل المثال، تم إلغاء نظام المحاكمة أمام هيئة محلفين.
قوانين وعقوبات سنغافورة تشمل العقوبة البدنية القضائية على شكل الضرب بالعصا على جرائم مثل الاغتصاب والعنف والشغب وتعاطي المخدرات وتخريب الممتلكات وبعض جرائم الهجرة. وتفرض سنغافورة عقوبة الإعدام الإلزامية في حالات القتل من الدرجة الأولى والاتجار بالمخدرات وجرائم الأسلحة النارية. ذكرت منظمة العفو الدولية انه يوجد «في أحكام قانون إساءة استخدام المخدرات والجرائم المتعلقة بالأسلحة على افتراضات من الشعور بالذنب يتعارض مع الحق في افتراض البراءة حتى تثبت إدانته مما يلغي الحق في محاكمة عادلة... وفي سنغافورة أعلى معدل للتنفيذ في العالم نسبة إلى عدد سكانها». وتقول الحكومة ان لسنغافورة الحق السيادي في تحديد نظامها القضائي وفي فرض ما تعتبره عقوبة مناسبة. وردت الحكومة على العديد من النقاط في تقرير منظمة العفو الدولية بالتفصيل. وقالوا أن في السنوات الخمس ما قبل عام 2004 أعدم 101 سنغافوري و37 من الأجانب، كلهم، ما عدا 28، لارتكابهم جرائم تتعلق بالمخدرات. بينما أظهر تقرير منظمة العفو عن إعدام 408 بين عامي 1991 و 2003 من أصل عدد السكان حوالي أربعة ملايين.
وأظهر استطلاع أجرته مؤسسة «استشارات المخاطر السياسية والاقتصادية» في سبتمبر 2008، أن معظم المستطلعين يعتبرون أن هونغ كونغ وسنغافورة هما أفضل النظم القضائية في آسيا، بينما أندونيسيا وفيتنام أسوأ نظامين: سجل نظام هونغ كونغ القضائي 1.45 نقطة (صفر يمثل أفضل أداء و 10 أسوأ)؛ سنغافورة 1,92، تليها اليابان 3.50، كوريا الجنوبية 4.62، وتايوان 4.93، والفلبين 6.10، ماليزيا 6.47، الهند 6.50، تايلاند 7,00، الصين 7.25، فيتنام 8.10 وإندونيسيا 8.26.

### العلاقات الخارجية
تقيم سنغافورة علاقات دبلوماسية مع 175 دولة، على الرغم من أنها لا تحتفظ بلجان عليا أو سفارات في العديد من تلك البلدان. وهي عضو في الأمم المتحدة والكومنولث والآسيان وحركة عدم الانحياز. ولأسباب جغرافية واضحة، فالعلاقات مع ماليزيا وأندونيسيا هي الأكثر أهمية ولكن السياسات الداخلية للدول الثلاث غالبا ما تهدد العلاقات فيما بينها.
كما تتمتع سنغافورة بعلاقات جيدة مع العديد من الدول الأوروبية، بما في ذلك فرنسا وألمانيا والمملكة المتحدة وتشارك مع الأخيرة في ترتيبات دفاع القوى الخمسة (FPDA) إلى جانب أستراليا وماليزيا ونيوزيلندا. وتحتفظ بعلاقات طيبة مع الولايات المتحدة التي تنظر إليها على أنها قوة استقرار في المنطقة لموازنة القوى الإقليمية.
تؤيد سنغافورة مفهوم إقليمية جنوب شرق آسيا، وتلعب دورًا نشطًا في رابطة أمم جنوب شرق آسيا (آسيان)، وهي أحد الأعضاء المؤسسين. وهي أيضا عضوة في منتدى (أبيك) آسيا والمحيط الهادئ للتعاون الاقتصادي التي يتواجد مركز أمانتها العامة في سنغافورة. وتقيم سنغافورة علاقات وثيقة مع سلطنة بروناي ويتواجد لها مرافق تدريب عسكرية هناك.
وكانت سنغافورة من أوائل الدول التي تطبعت علاقاتها مع جمهورية الصين الشعبية بعد انفتاحها في عام 1978. وتحترم سياسة «الصين واحدة» التي تتبعها جمهورية الصين الشعبية ولها علاقات تجارية واسعة معها، على الرغم من أنها تحافظ على علاقات دبلوماسية مع جمهورية الصين في تايوان.

## الجغرافيا

خريطة لسنغافورة.

تقع جمهورية سنغافورة بين خطي العرض 1°09' و1°29' شمالًا وبين خطي الطول 103°36' و104°25' شرقا. وتبلغ مساحة اليابسة 710.3 كلم2 سنة 2009. يبلغ وسع الجزيرة الرئيسة 47 كلم مربع من الشرق إلى الغرب و23 كلم مربع من الشمال إلى الجنوب ويبلغ طول سواحلها 180 كلم.
توجد سنغافورة في جنوب شرقي آسيا، عند الطرف الجنوبي من جزيرة الملايو، ويفصلها عن جزيرة الملايو مضيق جوهور ولا يعتبر فاصلاً كبيراً وذلك لأن المواصلات البرية والحديدية تربط بين سنغافورة وماليزيا عبره، ولسنغافورة موقع جغرافي فريد عند رأس شبه جزيرة الملايو حيث تشرف على مضيق ملقا الواقع بين الملايو وسومطرة ومن ثم أصبحت أهم المواني التجارية في جنوب شرقي آسيا، لوقوعها على خطوط الملاحة بين حوض البحر الأبيض المتوسط وغربي أوروبا من جهة وبين الشرق الأقصى من جهة أخرى. تتألف جمهورية سنغافورة من جزيرة سنغافورة وبعض الجزر الصغيرة الواقعة في المضايق البحرية المجاورة لها.
وأرض سنغافورة منخفضة السطح بوجه عام، إلا أن بعض التلال تنتشر في الشمال الغربي وأعلى قممها لا تتجاوز 177 متراً وتنتشر في الجنوب الشرقي، وتنحدر من تلالها بعض المجاري الصغيرة نحو الجنوب الشرقي ولا تزال غابات المنجروف تغطي كثيراً من سواحلها، كما تغطي الغابات الاستوائية بعض تلالها. ومناخ سنغافورة استوائي رطب. وأزيلت مساحات كبيرة من غاباتها، وحلت الزراعة محلها وتحولت أرض الجزيرة إلى مزارع علمية واسعة للمطاط وجوز الهند، والفواكه المدارية. وعاصمة البلاد سنغافورة، وتوجد في وسط الساحل الجنوبي، وتضم معظم سكان الجزيرة وهي مدينة صناعية ومحطة تجارية مهمة، والجانب الشرقي أكثر سكاناً من الجانب الغربي.

### المناخ
| العنصر                         | القيمة  |
| ------------------------------ | ------- |
| معدل التساقطات المطرية السنوية | 2342 مم |
| معدل درجة الحرارة العظمى       | 31 °م   |
| معدل درجة الحرارة الصغرى       | 25 °م   |
| معدل نسبة الرطوبة              | 84%     |

من أهم مميزات مناخ سنغافورة درجة حرارة شبه ثابتة طوال السنة نظرًا لقربها من خط الاستواء ونسبة رطوبة عالية وتساقطات مطرية وافرة نظرًا لتعرض الجزيرة للتأثير البحري. يبلغ متوسط درجة الحرارة العظمى 31 °م وبالمقابل يعادل متوسط درجة الحرارة الصغرى 25°م. وتتراوح الرطوبة النسبية في العادة ما بين 61 و65% خلال فترة بعد الزوال في حين تتجاوز في كثير من الأحيان 90% في الساعات الأولى من الصباح بعد الشروق أما متوسطها فيعادل 84%. يبلغ متوسط كمية التساقطات المطرية المسجلة سنويا 2342 مم. ورغم أن البلاد تعرف تساقطات مطرية طوال السنة فإن الأشهر الأكثر مطرا هي التي توافق الجزء الأول من موسم الرياح الموسمية (الموسميات) شمال الشرقية خلال الفترة الممتدة من شهر نوفمبر إلى شهر يناير. أما خلال موسم الموسميات جنوب الغربية الممتدة من شهر مايو إلى شهر سبتمبر، فتضرب الجزيرة زوابع الخط في أول الصباح من حين لآخر.

### قضايا بيئية

تراجع مستوى انبعاث ثاني أكسيد الكربون بسنغافورة منذ 1990.

كميات انبعاث غازات دفيئة أخرى غير ثاني أكسيد الكربون بسنغافورة.

سنغافورة موطن صغير يفتقر للأراضي وللمياه العذبة. الافتقار للأراضي يجعل من توفير مكبات للنفايات أمرًا صعباً. من المشاكل البيئية الأخرى نجد التلويث الصناعي والدخان الذي يُحمَل لسنغافورة موسميًا من مناطق احتراق الغابات بأندونيسيا. ويشكل إزالة الغابات مشكلا بيئيا جديا؛ فمعظم الغابة المطيرة قد أتلف أو تم تعويضه بمركبات سكنية، أما المتبقي فهو يمثل حوالي 3% من مساحة البلاد ويشرف عليه مجلس المحميات الطبيعية. وتتواجد أعلى كثافة للغابة المطيرة بالمحمية الطبيعية بوكيت تيما.

### انبعاث ثنائي أكسيد الكربون
إن ارتفاع كل من الكثافة السكانية ومستوى المعيشة يجعل سنغافورة تعرف مستوى مرتفع من كمية ثنائي أكسيد الكربون المنبعث للفرد الواحد. فقد سجلت سنة 1990 انبعاث 15 طن متري للفرد الواحد من ثنائي أكسيد الكربون، ارتفع سنة 1994 ليصل إلى 19.1 طن متري، انخفض بعدها سنة 1997 ليسجل 16.8 طن متري، وواصل الانخفاض بشكل مطرد ليصل إلى 11.3 طن متري للفرد الواحد سنة 2003. نحو 98 في المائة من انبعاث ثنائي أكسيد الكربون يأتي من الوقود السائل، والباقي من صناعة الأسمنت. ويعد الاستهلاك المكثف للكهرباء من أهم مصادر انبعاث ثنائي أكسيد الكربون في سنغافورة. إن هذا الاستهلاك المفرط للكهرباء ناتج عن الاستعمال الموسع لمكيفات الهواء (في مواجهة المناخ المداري للبلاد) ليس فقط بالمنازل ومحالّ العمل بل أيضا بمحالّ ومراكز التسوق كما هو ناتج عن الاعتماد على الكهرباء في تنمية الصناعة ومصافي النفط. ومن العوامل الأخرى المساهمة في تلوث الجو، نجد السياحة التي تجلب أكثر من 7 ملايين سائح في السنة، أغلبهم يقصد البلاد بواسطة الطائرة؛ فمطار شانغي بسنغافورة واحد من أكثر المطارات ازدحاما في العالم.
وحسب الجرد الوطني لانبعاث غازات الدفيئة لسنة 2000، فإن غازات الدفيئة المنبعثة من سنغافورة تشكل أقل من 0.2% من الإجمالي العالمي. وتبلغ كمية غازات الدفيئة المنبعثة سنة 2000 بسنغافورة 38,789.97 جيجاغرام مكافئ ثنائي أكسيد الكربون. ويشكل غاز ثنائي أكسيد الكربون نسبة 97.3% من إجمالي الانبعاثات. أما النسبة الباقية 2.7% فتمثل انبعاث غازات دفيئة أخرى، وهي بالأساس: الميثان، أكسيد النيتروز، بيرفلوروكربون، هيدروفلوروكربون، وسادس فلوريد الكبريت.

#### التدابير المتخذة من أجل الحفاظ على البيئة
وكما يتبين من خلال تراجع مستوى انبعاث ثنائي أكسيد الكربون فإن الحكومة بسنغافورة كانت واعية منذ فترة طويلة بالمخاطر البيئية. فقد توالت جهود الحكومة منذ 1963 من أجل البيئة والتشجير فتم إنشاء وزارة للبيئة سنة 1972، التي تم دمجها فيما بعد مع قطاع الصحة في وزارة الصحة والبيئة التي استمرت من سنة 1997 إلى سنة 1999. وفي سنة 2004 تم تشكيل وزارة البيئة ومصادر المياه.
على الساحة الدولية، كانت سنغافورة عضوا في الاتفاقية الإطار للأمم المتحدة بشأن التغيرات المناخية، ووقعت بريو دي جانيرو سنة 1992 كما صادقت على بروتوكول كيوتو للاتفاقية الإطار للأمم المتحدة بشأن التغيرات المناخية في 12 أبريل 2006 التي دخلت حيز التنفيذ في 11 يوليو 2006.
لقد اتُخذت عدة تدابير من أجل مكافحة ظاهرة الاحترار العالمي. فقد تم تحديد استعمال العربات الخاصة عبر رفع تكلفة استعمال العربات وفرض رسوم إضافية لتخليص المدن من الازدحام. وفي المقابل، تم تطوير واحد من أفضل أنظمة النقل المتكاملة في العالم مع استعمال مكثف للحافلات والقطارات العمومية تتضمن أيضًا النقل من وإلى المناطق المجاورة للبلاد. كما أطلقت برامج تشجير وسط جزيرة سنغافورة باتجاه الشمال الغربي وبالأخص في بوكيت باتوك وحول خزانات المياه.

## الاقتصاد

### نظرة عامة على الاقتصاد

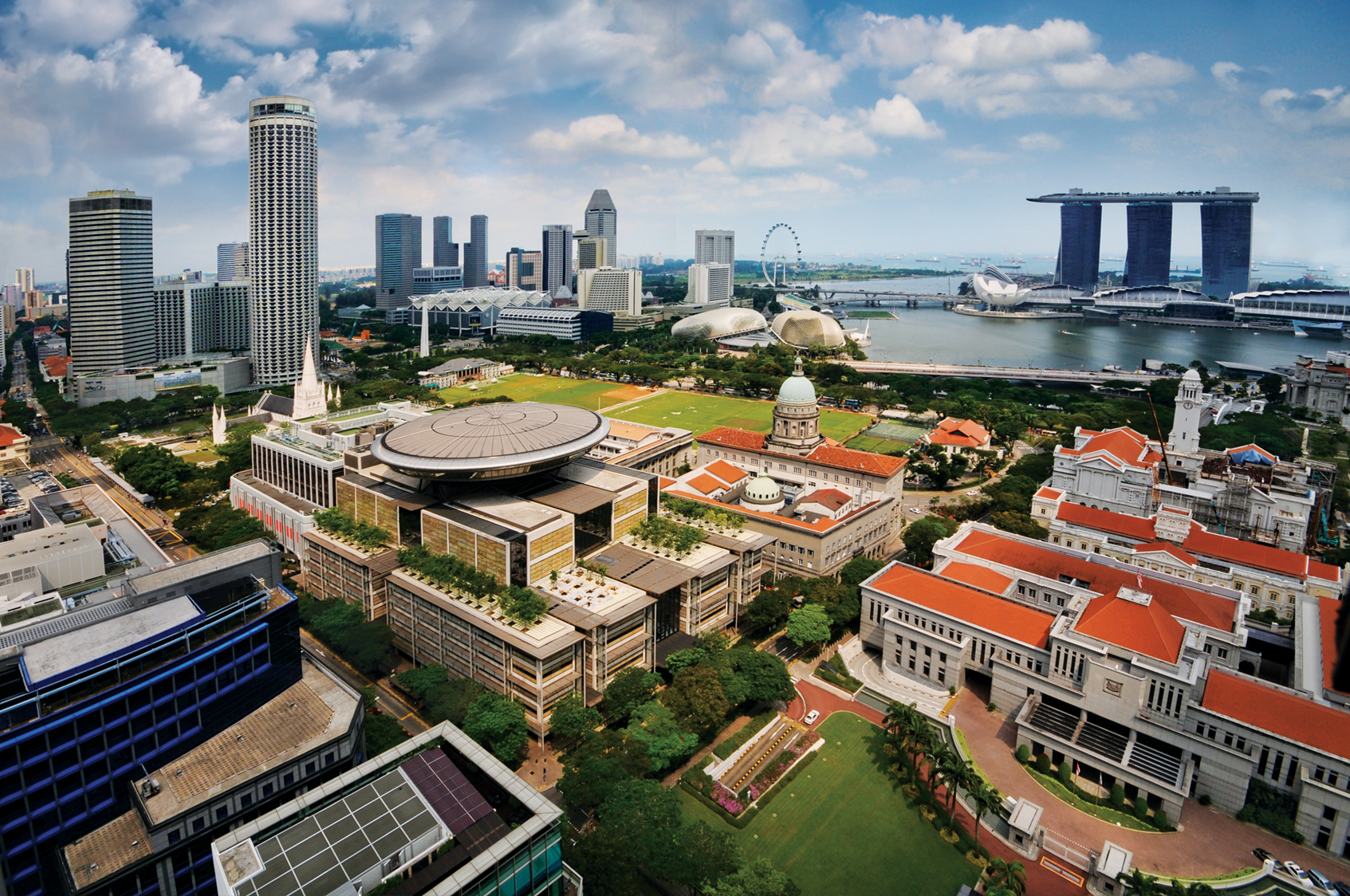
منظر عام لمركز سنغافورة، ويحوي شركات ومراكز ومكاتب حكومية وغيرها، 2011م

تعتبر سنغافورة محورًا مهما لمنطقة جنوب شرقي آسيا. وقد كان تقليديا اقتصاد ديناميكي، مع خدمة قوية وقطاعات الصناعات التحويلية، واحد من أعلى معدلات المنتجات المحلي الإجمالي للفرد (الناتج المحلي الإجمالي) في العالم. في المطارات والموانئ وشبكات الطرق هي من بين الأفضل في العالم. ويعتمد دائمًا اقتصاد سنغافورة على التجارة الدولية. صناعاتها الرئيسية تشمل الإلكترونيات والخدمات المالية، ومعدات حفر آبار النفط، وتكرير النفط وتصنيع الأدوية والمواد الغذائية المصنعة والمشروبات، ومنتجات المطاط وإصلاح السفن. في السنوات الأخيرة، تحركت الحكومة للحد من الاعتماد على تصنيع وتصدير الإلكترونيات من خلال تطوير قطاع الخدمات، فضلا عن الصناعات التقنية الحيوية والكيميائية والبتروكيميائية. ودفعت السكان في سنغافورة الصغيرة للاعتماد على الأسواق الخارجية والموردين باتجاه الانفتاح الاقتصادي والتجارة الحرة والأسواق الحرة. وقد تم هذا نتيجة السياسات الحكومية التي تعزز التنمية الاقتصادية، والعوامل الأساسية في الأداء الاقتصادي القوي لسنغافورة تاريخيًا. وقد واصلت الحكومة تطلعها إلى الخارج، واعتماد السياسة الاقتصادية الموجهة نحو التصدير وتشجيع التدفقات البينية للتجارة والاستثمار. وانتهجت سنغافورة سياسة تجارية تعمل مع الدول ذات الآراء المتشابهة مثل أستراليا لتعزيز قضية التجارة الحرة داخل المحافل الدولية، ولا سيما من خلال منظمة التجارة العالمية، وكذلك من خلال المحافل الإقليمية مثل الاسيان والابيك. ويُعد تطوير اتفاقيات التجارة الحرة الثنائية مع مجموعة من الدول، بما فيها أستراليا، جزءاِ لا يتجزأ من السياسة التجارية في سنغافورة.

### الأداء الاقتصادي في الآونة الأخيرة
نظراً لاعتمادها على الصادرات تأثرت سنغافورة بسرعة بالأزمة الاقتصادية العالمية. في يناير 2009، أعلنت حكومة سنغافورة وسان جرمان 20.5 مليار دولار في الميزانية «المرونة حزمة» (ما يعادل 8,4 في المائة من الناتج المحلي الإجمالي). وبدأت في إعادة بناء الاقتصاد في الربعين الثاني والثالث من عام 2009. وعمومًا، انكمش اقتصاد سنغافورة بنسبة 2 في المائة فقط في 2009 (بعد أن كان متوقعا في أبريل 2009 من بين -6.5 و-9 في المائة). على الرغم من الانكماش في الربع الثالث من عام 2010، وتوقعت وزارة التجارة والصناعة بالبلاد ان إنتاجًا اقتصاديِا كبيراً في النصف الأول من 2010 (بقيادة قطاع الصناعات التحويلية) سيدفع الاقتصاد للنمو بنسبة 13 حتي 15 في المئة خلال 2010. وركزت ميزانية 2010، وصدرت في مارس 2010، على زيادة الإنتاجية من خلال تعزيز المهارات والابتكار والنمو على الصعيد العالمي للشركات المنافسة. من خلال ميزانية 2010، وضعت الحكومة لنفسها هدفا على المدى الطويل من 3 إلى 5 في المائة من النمو، وزيادة الإنتاجية من بين 2 و3 في المائة على مدى السنوات العشر التالية.
حلّت سنغافورة في المركز الخامس في مؤشر الابتكار العالمي عام 2023 متقدمة من المركز السابع عام 2022، وتقدّمت للمركز الرابع وفق مؤشر عام 2024.

### العلاقات التجارية لسنغافورة
سنغافورة لديها اتفاقية التجارة الحرة مع أستراليا—وسنغافورة وأستراليا وقعتا اتفاقية التجارة الحرة (سافتا) في 17 فبراير 2003. سنغافورة أيضا طرف في الآسيان وأستراليا ونيوزيلندا اتفاقية التجارة الحرة (AANZFTA)، التي دخلت حيز النفاذ في 1 يناير 2010. وبالإضافة إلى ذلك، أبرمت اتفاقيات التجارة الحرة مع سنغافورة وعدد كبير من البلدان، بما في ذلك نيوزيلندا (2000)، ورابطة التجارة الحرة الأوروبية، مجموعة من البلدان التي تغطي سويسرا والنرويج وآيسلندا وليختنشتاين (2002) واليابان (2002)؛ المتحدة الدول (2003)، جمهورية كوريا (2005)، والصين (2008)، ودول مجلس التعاون الخليجي البحرين والكويت وعمان وقطر والمملكة العربية السعودية ودولة الإمارات العربية المتحدة (2008). كما انتهى من اتفاق شامل للتعاون الاقتصادي مع الهند (2005). إقليميًا، أبرمت سنغافورة عبر المحيط الهادئ اتفاق الشراكة الاقتصادية الاستراتيجية عبر المحيط الهادئ مع بروناي وشيلي ونيوزيلندا (2005)، التي لديها القدرة على التوسع لتشمل أستراليا والولايات المتحدة وفيتنام وبيرو، من خلال وعبر المحيط الهادئ مفاوضات الشراكة الجارية حاليا. سنغافورة مؤيد قوي لمنظمة التجارة العالمية. استضافت الاجتماع الوزاري لمنظمة التجارة العالمية الاجتماع الأول في ديسمبر 1996 وميني الوزاري لمنظمة التجارة العالمية في أكتوبر 2001، مع هذا الأخير بوصفه حدثا مهما في التمهيد لاجتماع منظمة التجارة العالمية في الدوحة. وتواصل العمل بشكل وثيق مع الدول الأعضاء الأخرى لمنظمة التجارة العالمية لنهاية ناجحة لمفاوضات جولة الدوحة. سنغافورة مشارك نشط في المنتدى الاقتصادي العالمي (دافوس)، واستضافت اجتماعات المنتدى الاقتصادي العالمي في عامي 1999 و2003. في عام 2006، استضافت سنغافورة وصندوق النقد الدولي / البنك الدولي في اجتماعاتهما السنوية. سنغافورة تؤيد بقوة أيضًا تحرير التجارة من خلال عضويتها في أبيك، حيث انضم إليها مع أستراليا وغيرها من البلدان مثل التفكير في الضغط من أجل تحديد القطاعات للتحرير في وقت مبكر. وتقع سكرتارية الأبيك في سنغافورة، واستضافت سنغافورة الأبيك في 2009.

### العلاقات الثنائية بين أستراليا وسنغافورة
العلاقات الثنائية مع أستراليا تُعد الأقرب والأكثر شمولاً في جنوب شرق آسيا. ويستند هذا على رابطة الكومنولث، والدفاع، والتعليم، والسياسة والتجارة والسياحة، فضلا عن التوقعات الاستراتيجية المتماثلة بين البلدين. ويجمع سنغافورة وأستراليا التعاون حول العديد من القضايا والتجارة والأمن جزء لا يتجزأ من هذا التعاون.

## القوات المسلحة
الجيش السنغافوري يعد الأكثر تقدمًا من الناحية التكنلوجية في منطقة جنوب شرق آسيا، ويضم الجيش والبحرية والقوات الجوية. وينظر إليه على أنه الضامن لاستقلال البلاد، فلسفة الأمة في الدفاع واحدة من الدبلوماسية والردع. وهذا المبدأ يترجم في الثقافة، يشارك فيها جميع المواطنين في الدفاع عن البلاد. وتنفق الحكومة 4.9٪ من الناتج المحلي الإجمالي للبلاد على الدفاع.
عقب الاستقلال، كان عدد قوات المشاة فَوجين في سنغافورة بقيادة الضباط البريطانيين. واعتبرت هذه القوة صغيرة جدًا كافية لتوفير الأمن للبلد المستقل حديثًا، وبالتالي فإن وضع الجيش أصبح من الأولويات. سحبت بريطانيا قواتها العسكرية من سنغافورة في أكتوبر 1971 كثيرًا، ولم يبقى سوى القوات الأسترالية وقلة من القوات البريطانية وقوة عسكريه نيوزيلنديه رمزيه جائت لتغطية الفراغ البريطاني. غادر آخر جندي بريطاني سنغافورة في مارس 1976. وبقت القوات النيوزلنديه وكانت آخر من يغادر، في عام 1989.
هناك قدر كبير من الدعم الأولي جاء من إسرائيل، حيث إن استقلال سنغافورة رفضته الدول الإسلامية القريبة كماليزيا وإندونيسيا وبروناي. والفراغ العسكري في سنغافورة سبب خوفاً لدى الحكومة والشعب السنغافوري من تعرض البلاد لغزو من ماليزيا. تم تكليف قادة القوات الإسرائيلية مع القادة العسكريين في سنغافورة بتأسيس وتجهيز القوات المسلحة السنغافورية من الصفر، وتعاونت إسرائيل بارسال خبراء عسكريين منها لتدريب الجنود في سنغافورة. واستخدمت سنغافورة النموذج الإسرائيلي في اختبارات الجاهزية وايضِا طبقت ذات النموذج في نظام التجنيد الإجباري والتجنيد الاحتياطي، سنغافورة لا تزال تحتفظ بعلاقات أمنية قوية مع إسرائيل وتعد واحدة من أكبر المشترين للأسلحة الإسرائيلية ونظم الأسلحة. MATADOR هو مثال من الامثله الأخيرة اللتي تؤكد استمرار العلاقات السنغافورية الإسرائيلية.[بحاجة لمصدر]
ويجري تطوير القوات المسلحة السنغافورية وتدبير مواردها للرد على مجموعة واسعة من القضايا في الحروب التقليدية وغير التقليدية. والقيود الجغرافية في سنغافورة تعني أن القوات المسلحة السنغافورية يجب أن تخطط للرد بشكل كامل ومرن على أي هجوم بقوة صغيرة ولكنها نشطة مع عدد كبير من الاحتياط.
يجري التجنيد في سنغافورة على جميع الذكور القادرين على العمل من سن 18، ما عدا أولئك الذين لديهم سجل إجرامي أو ان يكون الذكر الوحيد العائل لأسرته، ويمكن استثناء الذكور الذين لم ينهوا بعد مرحلة ما قبل التعليم الجامعي أو تمنحهم لجنة الخدمة العامة منحًا دراسية. وعلى الرغم أن تجنيد الإناث غير ملزم، فقد اظهرت أعداد النساء في القوات المسلحة السنغافورية زيادة، ومنذ عام 1989 كان قد سمح لهن لملء المهن العسكرية التي كانت سابقا حكرًا للرجال. ويخضع المجندين لمدة لا تقل عن 9 أسابيع من التدريب العسكري الأساس قبل توزيعهم وتحديدهم إلى فرع معين في القوات المسلحة.
بسبب ندرة الأراضي المفتوحة على الجزيرة الرئيسية ولتجنيب الجزيرة الرئيسية والمدينة الخطر، عادة ما تجرى التدريبات التي تنطوي على أنشطة مثل إطلاق الذخيرة الحية والإنزال البرمائي على الجزر الصغيرة، مما تسبب في منع المدنيين من الوصول إليها. ومنذ عام 1975 أجريت تدريبات في تايوان وعشرة بلدان أخرى وعمومًا تجري مناورات عسكرية مجدولة مع القوات الأجنبية.
بسبب الأجواء ومحدودية الأراضي، يحافظ السلاح الجوي السنغافوري (القوات الجوية) على عدد من القواعد في الخارج في أستراليا، والولايات المتحدة، وفرنسا. يتمركز السرب 130 للقوات الجوية في قاعدة RAAF بيرس، غرب أستراليا، ويتمركز السرب 126 في مركز طيران جيش أوكي كوينزلاند، لدى القوات الجوية لسنغافورة سرب واحد «السرب 150» ويتمركز في قاعدة كازو الجوية في جنوب فرنسا. والقوات الجوية لديها أيضًا عدد قليل من المفارز في الولايات المتحدة، في سان دييغو، كاليفورنيا، مارانا، أريزونا، المرج الكبير، تكساس ولوقا قاعدة سلاح الجو، وغيرها.
وأرسلت القوات المسلحة السنغافورية قوات للمساعدة في عمليات خارج البلاد في مناطق مثل العراق وأفغانستان، في كل من الأدوار العسكرية والمدنية. وفي المنطقة، ساعدت على استقرار تيمور الشرقية وقدمت مساعدات لاتشيه في اندونيسيا بعد زلزال وتسونامي المحيط الهندي عام 2004. القوات المسلحة السنغافورية ساعدت أيضًا في جهود الإغاثة أثناء إعصار كاترينا. سنغافورة هي جزء من ترتيبات الدفاع في تحالف عسكري مع أستراليا وماليزيا ونيوزيلندا والمملكة المتحدة.

## الديموغرافيا

### السكان
قُدِّر عدد سكان سنغافورة سنة 2000 م، بنحو 3,777,000 نسمة. وهي من الدول ذات الكثافة السكانية العالية في العالم، حيث تبلغ الكثافة السكانية 6112 نسمة في الكيلو متر المربع، وبلغ معدل النمو السكاني السنوي في نهاية الثمانينيات 1,9%، وتعتبر هذه الزيادة أقل بكثير مما كانت عليه في الأربعينيات والخمسينيات، من القرن العشرين الميلادي، عندما كانت نسبة المواليد السنوية تتعدى 4%، وهي من أعلى النسب بالعالم. وقد كانت حملة تنظيم النسل التي بدأت عام 1960 م، فعالة للغاية، وانخفض معدل المواليد إلى أقل من معدل الوفيات. وتشجع الحكومة حاليًا العائلات على إنجاب أكثر من طفلين إذا تيسر الحال. وفي نهاية الثمانينيات من القرن العشرين الميلادي، بلغت نسبة من تقل أعمارهم عن 15 عامًا 23% من العدد الكلي للسكان.
يتكون المجتمع السنغافوري من 80% من الصينيين، و14% من المالاي، و8% من الهنود، و1% من الأورآسيويين والأعراق الأخرى. كان سكان سنغافورة الأصليون صيادين من المالاي، ولكن بعد وصول السير ستامفورد رافلز وتأسيس مركز تجاري بريطاني، أصبحت سنغافورا مركز اجتذاب للمهاجرين والتجار، حيث قصدها المهاجرون من الصين، وأندونيسيا، وباكستان، وسيريلانكا، والشرق الأوسط سعياً وراء حياة أفضل لهم ولعائلاتهم. ورغم الزيجات بين أفراد الفئات العرقية المختلفة عبر السنوات فقد حافظت الفئات العرقية السنغافورية على هوياتها الثقافية مع استمرار تطورها كجزء أساسي من المجتمع.
هناك أربع لغات رسمية في سنغافورا: المالاي، والماندارين، والتاميل والإنجليزية. اللغة الإنجليزية هي لغة الأعمال والإدارة وهي مفهومة ومستخدمة بشكل واسع، ومعظم السنغافوريين ثنائيو اللغة، إذ يتحدثون الإنجليزية إلى جانب لغتهم الأم. ولغة المالاي هي اللغة الوطنية.

### الديانة
| الدين في سنغافورة | الدين في سنغافورة | الدين في سنغافورة | الدين في سنغافورة | الدين في سنغافورة |
| ----------------- | ----------------- | ----------------- | ----------------- | ----------------- |
| الدين             | الدين             |                   | النسبة المئوية    | النسبة المئوية    |
| بوذية             | بوذية             |                   | 33%               | 33%               |
| المسيحية          | المسيحية          |                   | 18%               | 18%               |
| لا دينيون         | لا دينيون         |                   | 17.8%             | 17.8%             |
| إسلام             | إسلام             |                   | 14.6%             | 14.6%             |
| طاوية             | طاوية             |                   | 8.5%              | 8.5%              |
| هندوسية           | هندوسية           |                   | 4%                | 4%                |
| أخرى              | أخرى              |                   | 0.6%              | 0.6%              |

تعتبر سنغافورة بلدًا متعدد الديانات بسبب الخليط العرقي المتواجد فيه، وتقر الدولة في سنغافورة بحرية الاعتقاد وفصل الدين عن الدولة، عمومًا هناك بعض الانتقادات للحرية الدينية في سنغافورة، خصوصًا فيما يتعلق بحظر بعض المجموعات الدينية أو مرور المنشورات المتعلقة بالديانات على الرقابة الحكومية، بحسب تقرير «سنغافورة: الحرية الدينية الدولية» المقدم من قبل وزارة الخارجية الولايات المتحدة إلى الكونغرس الأمريكي عام 2006 فإن سنغافورة تحترم قانون الحرية الدينية الدولية الصادر عام 1998 غير أن «الحكومة قيدت هذا الحق في بعض الظروف».

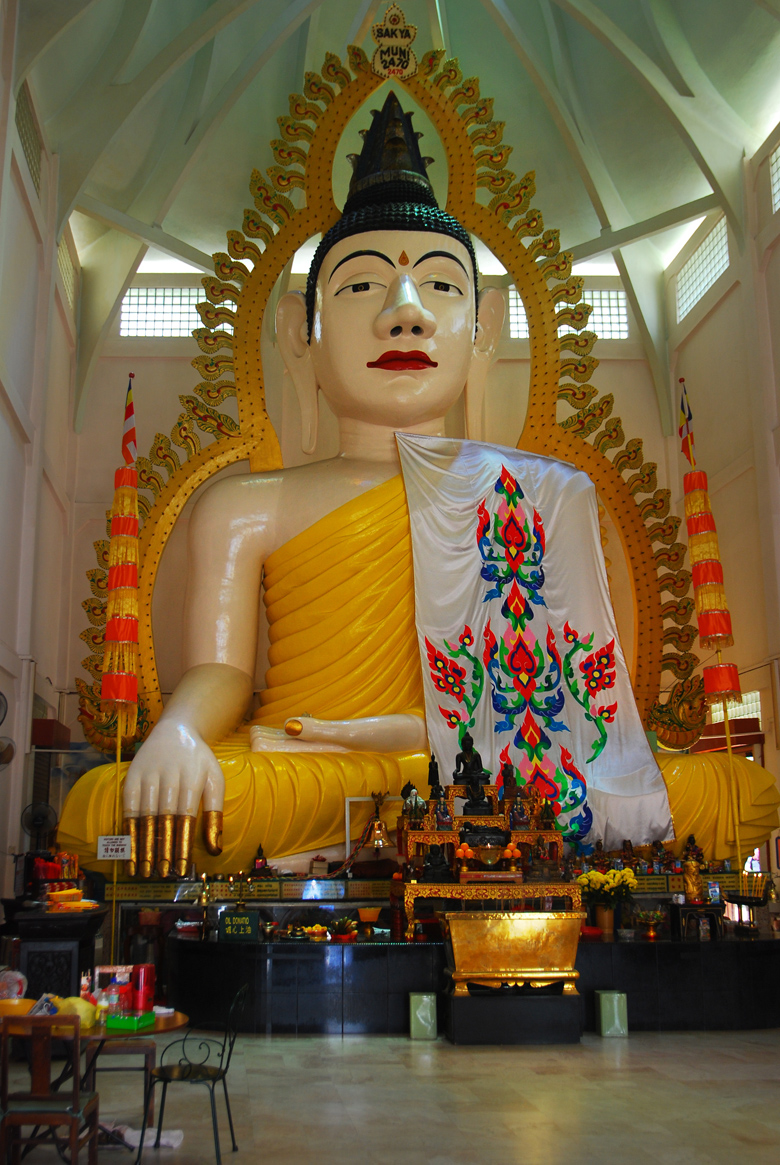
معبد الآف الأضواء البوذي في سنغافورة.

الحكومة السنغافورية تسعى إلى التآلف بين مختلف الأديان والتقريب في وجهات النظر بينها، إحدى هذه المظاهر معبد «هونج بيك» حيث يعتبر مكانًا لأداء الشعائر الإسلامية والهندوسية والطاوية. أكبر الأديان هو البوذية، خصوصًا طريقة الماهايانا أغلب البوذيين يعودون في أصولهم إلى الصين وتايوان، وتشهد البوذية نموًا في عدد المعتنقين بسبب الحركات التبشيرية القادمة من تايوان على وجه الخصوص. الدين الثاني في سنغافورة هو المسيحية وتعتبر المسيحية من الأديان الحديثة العهد في الدولة، ومع ذلك فهي تعتبر من الأديان الأربع الرئيسية فيها، وقد زار سنغافورة كلاً من الأم تريزا عام 1985 والبابا يوحنا بولس الثاني عام 1986، ويوجد تنوع طائفي داخل التركيبة المسيحية في سنغافورة، إذ يوجد أتباع للكنيسة الرومانية الكاثوليكية وكذلك لمختلف الطوائف البروتستانتية مع أقلية من الكنيسة الأرثوذكسية، كما يوجد بعض الأرمن، وتعتبر الكنيسة الأرمنية في سنغافورة أقدم كنيسة وتعود لعام 1836 وهي أول بناء تم تزويده بالكهرباء في المدينة. في عام 1972 حظرت الحكومة طائفة شهود يهوه بسبب رفض معتنقيها أداء الخدمة العسكرية الإلزامية، ويغرم من يعتنقها بحوالي 4000 دولار أمريكي، وسجن 12 شهرًا في حال رفضه أداء الخدمة العسكرية.
الدين الرابع في سنغافورة هو الإسلام، وأغلب المسلمين يعودون بأصولهم إلى ماليزيا أو الهند، وتبلغ نسبة المسلمين 14.9% من مجموع السكان وعدد المساجد 80 مسجدًا، أما الإلحاد فيأخذ أوجه مختلفة إذ توجد جماعات عديدة من المشككين والماديين واللاأدريين والإنساويين، في عام 2010 أطلقت صحيفة «جمعية سنغافورة» لتكون الصحيفة الرسمية الناطقة باسم الملحدين، وتشير الإحصاءات أن أعدادهم في تزايد.
الطاوية من الأديان القديمة في سنغافورة، وتنتشر معابدها ومراكزها الروحية بوفرة في المدينة، غير أن نسبة معتنقيها في تضاؤل منذ أواخر للقرن العشرين، وقد انخفض عددعم من 22.4% عام 1990 إلى 8.5% عام 2010، وربما يكون القرب بين الطاوية والبوذية من حيث المعتقدات والأصول أحد الأسباب المؤدية إلى ذلك. بالنسبة للهندوسية فإن جذورها في سنغافورة تعود لفترة تأسيس الدولة بعيد عام 1819 وأغلب معتنقي هذه الديانة يعودون بأصولهم إلى الهند بنتيجة الهجرة. تنشط في سنغافورة أيضًا البهائية بصورة ملحوظة منذ 1952 وقد اعترف بوجودهم الرسمي وحرية ممارسة عقائدهم الدينية منذ 1972، إضافة إلى تنظيم شؤونهم الروحية في مجالس ومحاكم روحية خاصة. يوجد في سنغافورة أيضًا حوالي 1000 نسمة من معتنقني الديانة اليهودية يمارسون شعائرهم الدينية في كنيسين. وجود اليهود قديم في سنغافورة وتذكر الإحصاءات أن عددهم عام 1931 بلغ 839 نسمة، غير أنه في أعقاب الحرب العالمية الثانية هاجر العديد منهم إلى الولايات المتحدة وإسرائيل وانخفض عددهم إلى 450 عام 1968 وإلى 300 عام 2000، غير أن أعدادهم عادت للارتفاع حتى بلغت 1000 عام 2010 بنتيجة الهجرة نحو سنغافورة خصوصًا يهود الاشكناز. هناك أيضًا مجموعات قليلة من اليانية والزرداشتية.

### اللغات
معظم سكان سنغافورة من المهاجرين الذين قدموا من الصين، وماليزيا، وإندونيسيا، والهند في القرن التاسع عشر وبداية القرن العشرين الميلاديين.ويمثل الصينيون أكثر من 75% من السكان. أما الماليزيون فيمثلون حوالي 15%، والهنود 7%. أما الباقون فينحدرون أساسًا من أصل أوراسي أي أوروبي آسيوي. وهناك أربع لغات رسمية هي: الإنجليزية، والصينية (الماندرين) والماليزية، والتاميلية. وتعتبر اللغة الماليزية، اللغة القومية في البلاد. أما اللغة الإنجليزية فهي اللغة الرسمية للمكاتبات الحكومية واللغة الرئيسية في المدارس والكليات. وتصدر الصحف اليومية باللغات الأربع الرسمية. كما تبث برامج بالإذاعة والتلفاز باللغات الأربع.

## التعليم
تدعم الدولة بشكل أساسي التعليم في المراحل الابتدائية والثانوية والجامعية. جميع المؤسسات التعليمية سواءً كانت عامة أم خاصة يجب أن تكون مسجلة لدى وزارة التربية والتعليم. لغة التدريس في جميع المدارس العامة هي اللغة الإنجليزية، حيث تدرس جميع المواد وتعقد اختباراتها باللغة الإنجليزية باستثناء بعض المواد التي تدرس باللغة الأم. يشير مصطلح "اللغة الأم" عمومًا إلى اللغة الأولى دوليًا، أما في سياق نظام التعليم في سنغافورة فيستخدم للإشارة إلى اللغة الثانية، حيث أن اللغة الإنجليزية هي اللغة الأولى. بالنسبة الطلاب الذين قضوا وقتًا طويلاً في الخارج أو يواجهون صعوبات في استخدام "اللغة الأم" فإن لديهم خيار دراسة منهج مبسط أو حذف المادة.

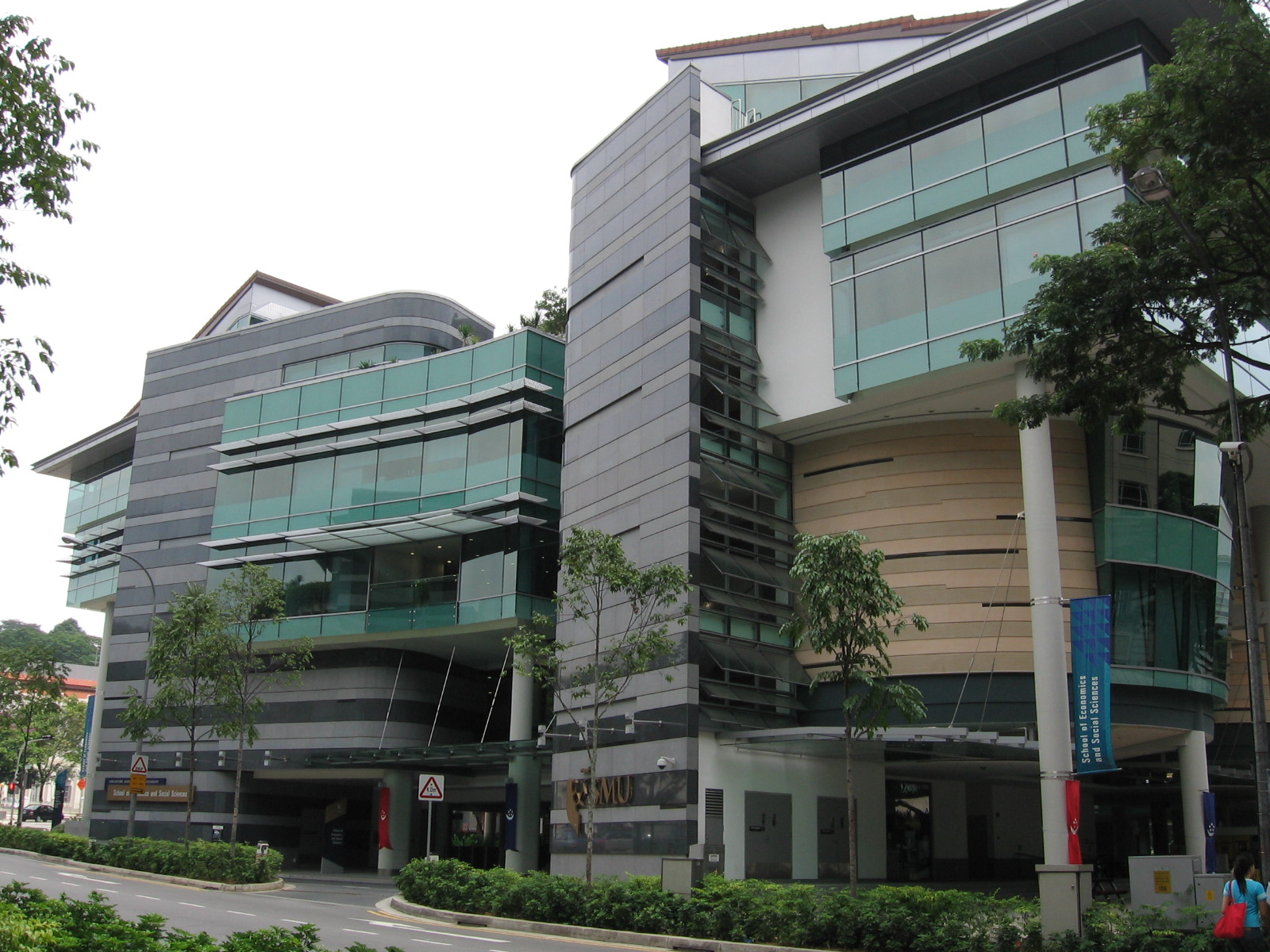
مبنى جامعة سنغافورة للإدارة وهي واحدة من ست جامعات مستقلة في الدولة.

ينقسم التعليم في سنغافورة إلى ثلاث مراحل: التعليم الابتدائي (وهو إلزامي) والثانوي وما قبل الجامعي. يتكون منهج المرحلة الابتدائية من برنامج مدته ست سنوات مقسم إلى دورة تأسيسية مدتها أربع سنوات تليها مرحلة توجيه مدتها سنتان. يركز المنهج الإبتدائي على تطوير اللغة الإنجليزية واللغة الأم والرياضيات والعلوم. تمتد المرحلة الثانوية من أربع إلى خمس سنوات وتقدم برامج مختلفة بناءً على قدرات الطلاب: سريع وعادي (أكاديمي) وعادي (تقني)، تظل المواد الأساسية في هذا المستوى مماثلة للتعليم الابتدائي، لكن الفصول تصبح أكثر تخصصًا.
تشمل خيارات التعليم ما قبل الجامعي الدراسة لمدة سنتين إلى ثلاث سنوات في 21 كلية صغيرة أو معهد ميلينيا. وكبديل للتعليم قبل الجامعي، تقدم الدورات في مؤسسات التعليم ما بعد الثانوي الأخرى، التي تشمل 5 كليات فنون تطبيقية و3 كليات معهد تعليم تقني. يوجد في سنغافورة ست جامعات عامة، منها جامعة سنغافورة الوطنية المشهورة عالميًا وجامعة نانيانغ التكنولوجية وكلاهما مصنفان من بين أفضل 20 جامعة على مستوى العالم.
تجرى الامتحانات الوطنية بشكل موحد في جميع المدارس في سنغافورة، كما تعقد تقييمات في مراحل مختلفة من التعليم. بعد ست سنوات من التعليم الابتدائي، يخضع الطلاب لاختبار نهاية المرحلة الابتدائية (PSLE) والذي يلعب دورًا حاسمًا في تحديد المنهاج الذي سيدرسونه في المرحلة الثانوية. في نهاية المرحلة الثانوية تعقد امتحانات المستوى O أو المستوى N، وخلال مرحلة ما قبل الجامعة يخضع جميع الطلاب لاختبار يسمى (المستوى المتقدم في سنغافورة-كامبريدج GCE A-Level). تتمتع بعض المدارس بدرجة من الحرية في صياغة مناهجها وتُعرف بالمدارس المستقلة لمستوى التعليم الثانوي وما فوق.

## الثقافة
بسبب تعدد عرقيات السكان وتعدد جذور المهاجرين، الثقافة السنغافورية كثيرا ما وصفت أنها تحتوي على مخلوط كبير من الثقافات – بريطانية، ماليزية، صينية، هندية وباكستانية. الأجانب يكونون ما يعادل 42% من سكان سنغافورة، ويلعبون دور مهم في التأثير على الثقافة السنغافورية.

### المطابخ
تناول الغذاء خارج المنزل والتسوق، يُعتبران التسلية الوطنية، المطبخ السنغافوري هو مثال على اختلاف وتعدد الثقافات في الدولة: مع تأثيرات كبيرة من المطبخ البريطاني، صيني، هندي، ماليزي، إندونيسي، والتاميلي. في العادة الطعام السنغافوري يتضمن الساتاي، ناسي ليماك، سرطان تشيلي، دجاج بالرز هيناني.

### البث والإعلام
سنغافورة صناعة الإعلام في بعض الأحيان انتقادات لكونه ينظم للغاية وتفتقر إلى الحرية من جانب جماعات حقوق الإنسان مثل فريدوم هاوس. [222] وفي عام 2010، مراسلون بلا حدود، وفرنسا على أساس دولية غير حكومية، في المرتبة سنغافورة 136 من أصل 178 في مؤشر حرية الصحافة في، أسفل المكسيك. [228]
هيئة تنمية وسائل الإعلام وسائل الإعلام السنغافورية ينظم، مدعيا لتحقيق التوازن في الطلب على الاختيار والحماية من المواد المسيئة والضارة. [229] ممنوع من الأطباق الملكية الخاصة فضائية. [227] هناك هي 3.4 مليون مستخدم للإنترنت في سنغافورة، [227] واحد من أعلى معدلات استخدام الإنترنت في العالم. الحكومة السنغافورية لا تمارس الرقابة على نطاق واسع للإنترنت، [230] إلا أنه يحتفظ بقائمة مائة المواقع (الإباحية في الغالب) أنه كتل كبيان 'الرمزية لموقف المجتمع السنغافوري على محتوى ضار وغير مرغوب فيها على الإنترنت ". [231] كما تغطي كتلة الوصول إلى الإنترنت فقط المنزل، يمكن للمستخدمين زيارة المواقع المحجوبة لا يزال من أجهزة الكمبيوتر المكتبية الخاصة بهم. [232]

### الفنون
منذ التسعينييات القرن الماضي، الحكومة كانت تطمح لجعل سنغافورة مركز للفنون والثقافة، خصوصا لفنون التمثيل، وتحويل الدولة إلى بوابة عالمية بين الشرق والغرب. وكان أبرز هذه الجهود هو بناء إسبلاند، مركز من أعلى درجات الفنون المسرحية الذي افتتح في 12 أكتوبر عام 2002. أيضا مهرجان فنون سنغافورة هو حدث سنوي مرتب من قبل المجلس الوطني للفنون. الكوميديا الواقفة أصبحت تتزايد، فيما يتضمن ميكروفون حر أسبوعي. سنغافورة استقبلت مسابقة جينيه العالمية للبالية في عام 2009, مسابقة ذو مقام عالي للبالية الكلاسيكي، معززة من قبل الأكاديمية الملكية للرقص، هيئة عالمية لدراسة الرقص، مع مقر في مدينة لندن، المملكة المتحدة.

### الرياضة

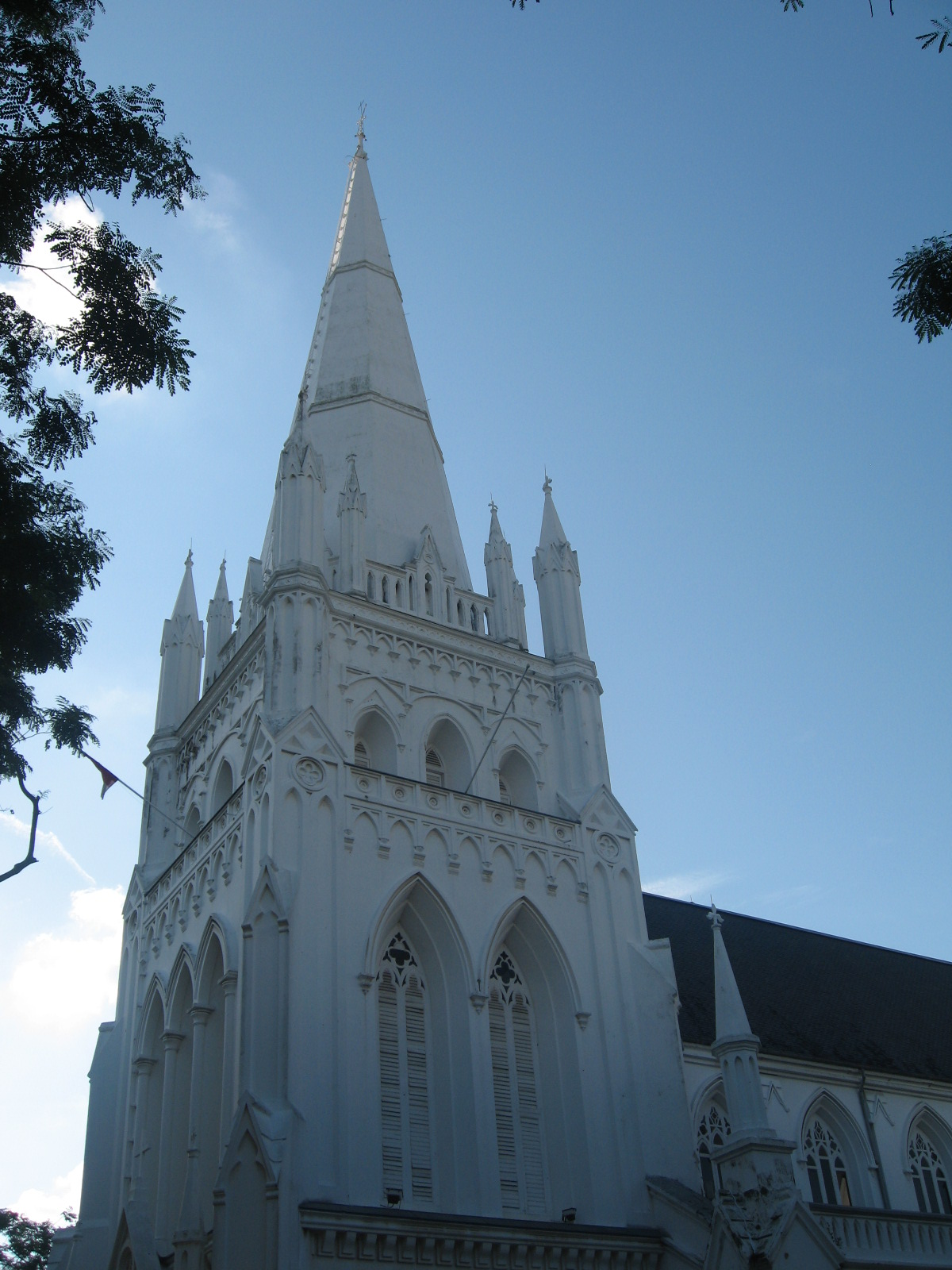
سانت أندرو كاتدرائية

سنغافورة تشارك في طائفة واسعة من الألعاب الرياضية للترويح عن النفس، فضلا عن المنافسة. الرياضة الشعبية تشمل كرة القدم والكريكت، والرجبي والسباحة وكرة الريشة وكرة السلة والدراجات وتنس الطاولة. يعيش معظم الناس في المناطق السكنية العامة التي كثيرا ما توفر وسائل الراحة بما في ذلك حمامات السباحة وملاعب كرة السلة في الهواء الطلق (52)، وكذلك المراكز الرياضية المغلقة التي تقوم بتوفير التسهيلات للريشة الطائرة والاسكواش وتنس الطاولة وكرة القدم الأمريكية، والجمباز، وكرة السلة والكرة الطائرة في الأماكن المغلقة، من بين أمور أخرى.
الذين يعيشون في جزيرة تحيط بها المحيطات، وينعم الناس أيضا العديد من الأنشطة المائية بما في ذلك الإبحار والتجديف والتزلج على الماء. وهناك أيضا عدد من متعطشا غواصين الترفيهية، بقعة بارزة الغوص يجري في جنوب جزيرة بولاو Hantu، والمعروف عن الشعب المرجانية.
في مجال الرياضة المتفرج، ورابطة كرة القدم يمكن القول إن الرياضة الأكثر شعبية. سنغافورة لديها قناعاتها دوري كرة القدم للمحترفين، والمعروفة باسم جامعة س. بدأ في عام 1996، وجامعة يتكون الآن من 10 فرق تتنافس مع بعضها البعض في الملاعب في جميع أنحاء البلاد. في 2004 و1998 و2007 أصبح فريق سنغافورة لكرة القدم بطل كأس النمر، في مسابقة كرة القدم الممتاز في جنوب شرق آسيا.
في حين لا قوة رياضية كبرى، كان أداء الرياضيين في سنغافورة أيضا في المسابقات الدولية والإقليمية، وكذلك، لا سيما في تنس الطاولة وتنس الريشة وsepak takraw، البولينغ، والإبحار، وسيلة والسباحة وكرة الماء. حتى الآن، فازت سنغافورة على ميداليتين فضية أولمبية، واحد في صيف روما 1960 دورة الألعاب الأولمبية التي هاو الرباع ليانغ تان والآخر في دورة الألعاب الأولمبية الصيفية 2008 في بكين في كرة المضرب للسيدات طاولة يتضاعف بحلول لى سنغافورة جيا وى اللاعبين، Tianwei فنغ وYuegu وانغ. البلد قد حان ثلاث مرات إغلاق (كل ما في والمرأة واحد تنس الطاولة، في المركز الرابع ينتهي في 2004 و2000 و2008). وأصبح بعض الرياضيين مثل لى جيا وى ورونالد سوسيلو المشاهير الوطنية. في دورة الألعاب الآسيوية في بوسان 2002، فازت سنغافورة 5 ذهبية و2 فضية و10 ميدالية برونزية. (53)

## الرعاية الصحية
سنغافورة لديها نظام الرعاية الصحية بكفاءة وبشكل عام، بالرغم من أن النفقات الصحية الحكومية منخفضة نسبيًا بالنسبة للبلدان المتقدمة. صنفت منظمة الصحة العالمية نظام الرعاية الصحية في سنغافورة في المرتبة السادسة على مستوى العالم في تقريرها العالمي عن الصحة. عمومًا، كان لدى سنغافورة أدنى معدلات وفيات الرضع في العالم خلال العقدين الماضيين. متوسط العمر المتوقع في سنغافورة في عام 2019 كان أطول من أي دولة، حيث بلغ 84.8 عامًا وكان 87.6 للإناث، و75.8 عامًا للذكور. تقريبا جميع السكان على مياه ومرافق الصرف الصحي المحسنة.[بحاجة لمصدر] هناك أقل من 10 حالة وفاة سنوية من فيروس نقص المناعة البشرية لكل 100,000 شخص. هناك مستوى عال من التحصين. السمنة بين البالغين أقل من 10٪.
ويعتمد نظام الرعاية الصحية الحكومي على الإطار «3M» المكون من ثلاثة عناصر: Medifund، والتي توفر شبكة أمان لهؤلاء غير قادرين على تحمل تكاليف الرعاية الصحية، برنامج الادخار الطبي، ونظام الادخار الإلزامي الصحة يغطي حوالي 85٪ من السكان، وMedishield وهو برنامج تأمين صحي تموله الحكومة المستشفيات العامة في سنغافورة لديها استقلالية في اتخاذ القرارات إدارتها، والتنافس للمرضى. يوجد نظام دعم لذوي الدخل المنخفض. وفي عام 2008، تم تمويل 31.9٪ من الرعاية الصحية من قبل الحكومة. فهي تشكل حوالي 3.5٪ من الناتج المحلي الإجمالي في سنغافورة. [187]

## النقل والمواصلات والاتصالات
توفر هيئة النقل السريع التي بدأت عملها عام 1987م، خدمة سريعة وفعالة في مجال السكك الحديدية الداخلية، حيث يعبر خطان منطقة وسط المدينة ويربطان 42 محطة معًا.
ويبلغ طول الخطوط حوالي 70 كم وتصل قدرة استيعابها إلى 800,000 راكب يوميًا.
وتوجد بسنغافورة أيضًا خطوط مواصلات متطورة مع الدول الأخرى، ويربط خط السكك الحديدية سنغافورة بماليزيا. بينما يعد مطار تشانجي الدولي، في الطرف الشرقي للجزيرة، المطار الرئيسي للدولة، وواحدًا من أحدث المطارات في العالم. حيث تقوم حوالي 50 شركة طيران برحلات جوية إلى أكثر من 100 مدينة في أكثر من 50 دولة حول العالم. ويستخدم مطار سيليتار لرحلات الطيران العارضة والرحلات التدريبية. وتدير هيئة الطيران المدني في سنغافورة كلا المطارين.
ويوجد بسنغافورة 10 صحف يومية واحدة على الأقل بإحدى اللغات الرسمية. وهناك سيارة لكل 12 شخص وجهاز تلفاز لكل خمسة أشخاص، وهاتف لكل شخصين، ولذلك فهي تعد مركزًا مهمًا للاتصالات.

### المنزل
يتم شراء المنازل في سنغافورة عن طريق ما يسمي بالـ Central Provident Fund أو الـCPF وهو نظام متبع في تحويل جزء من راتب الموظف إلى هذا الحساب الشخصي حيث يقوم البنك بقطع مبلغ محدد شهرياً يكون بمثابة قسط شهري من حساب المشتري ويكون هذا الاقتطاع إلى أجل قد يصل إلى 30 عاماً وفي نهاية المطاف يكون الموظف بعد وصوله إلى سن التقاعد قد أكمل ما عليه من دين لشراء منزل له ولأسرته.

## معرض صور

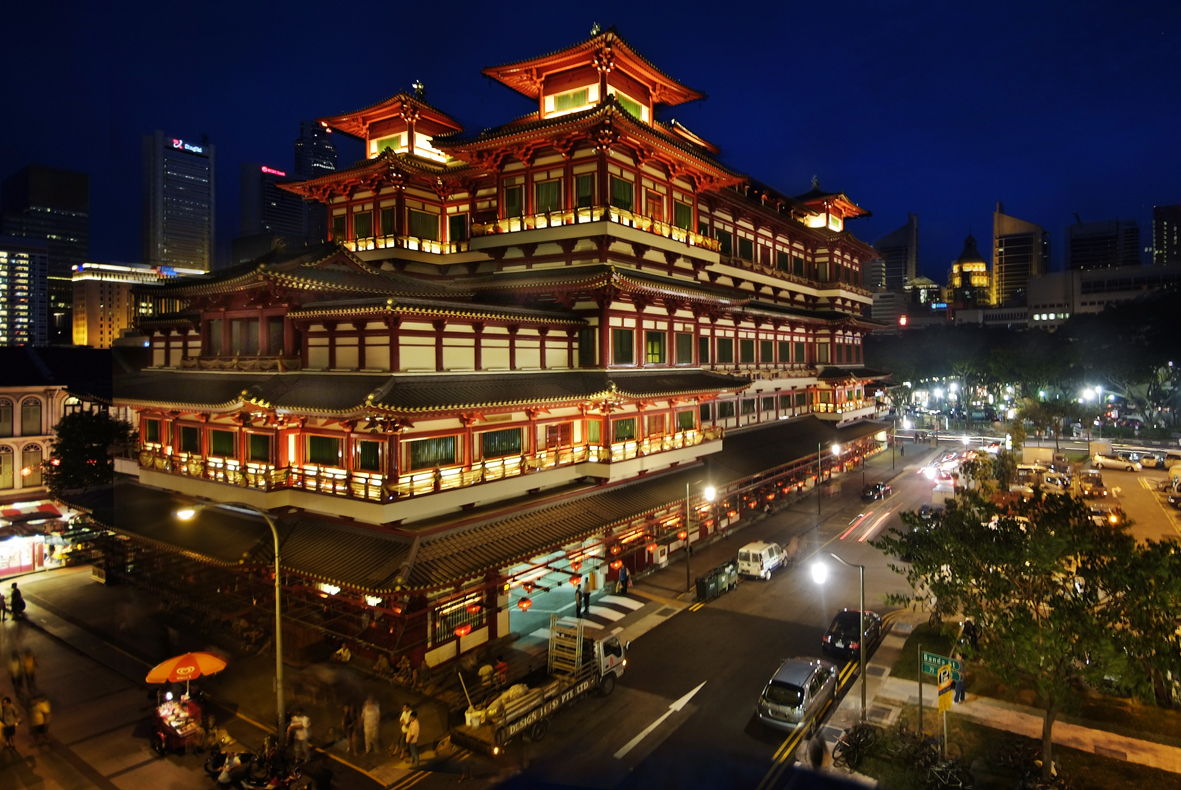
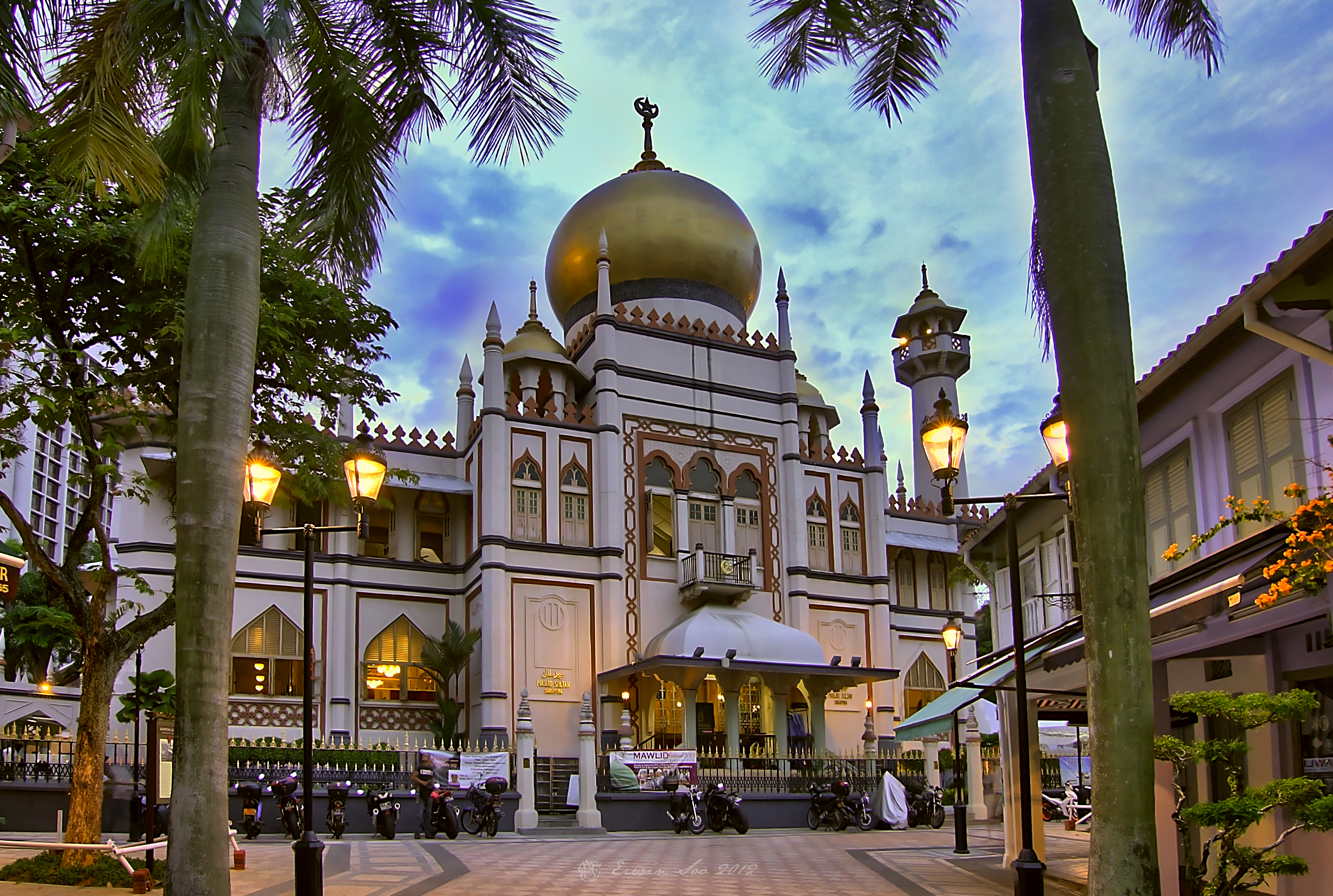
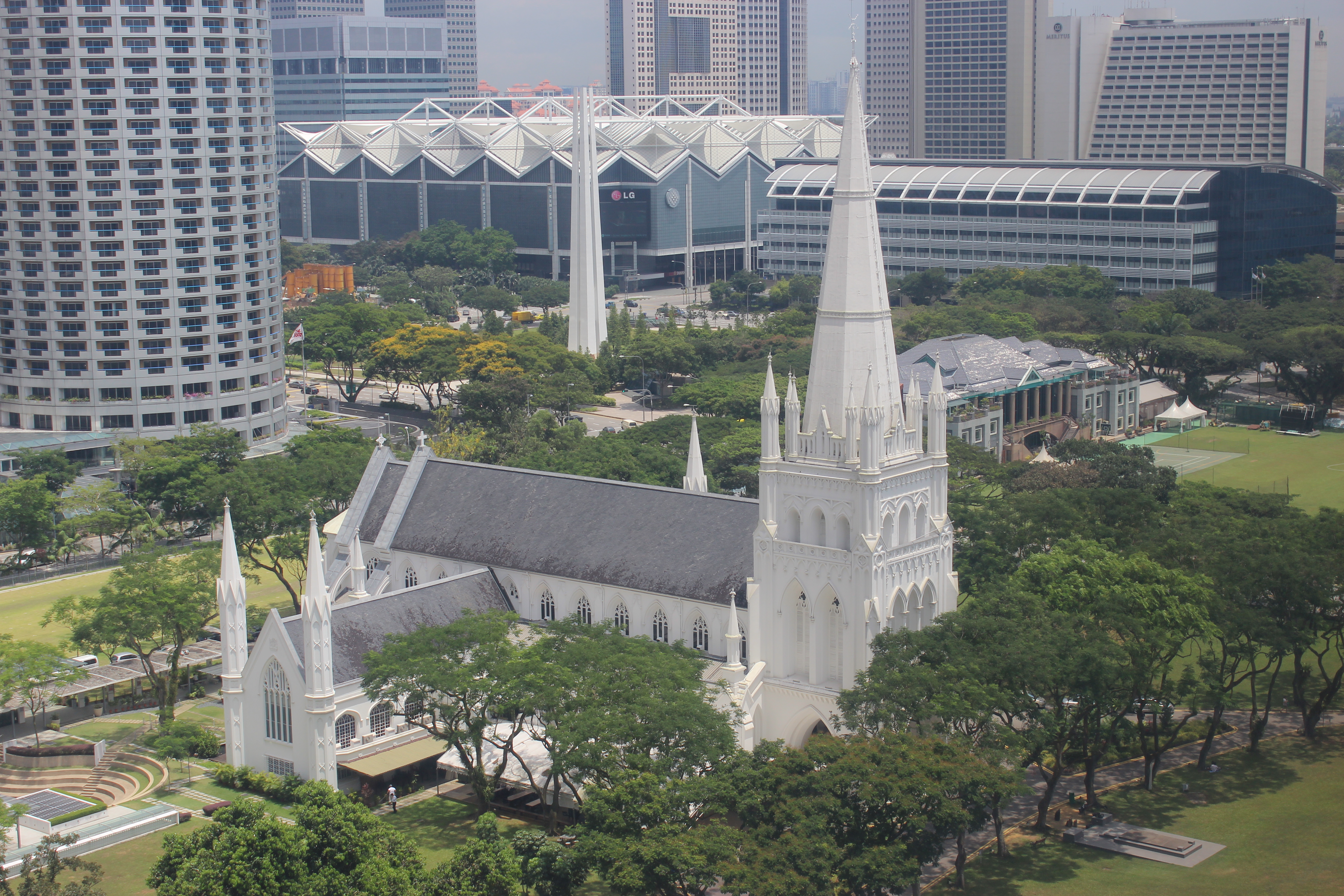
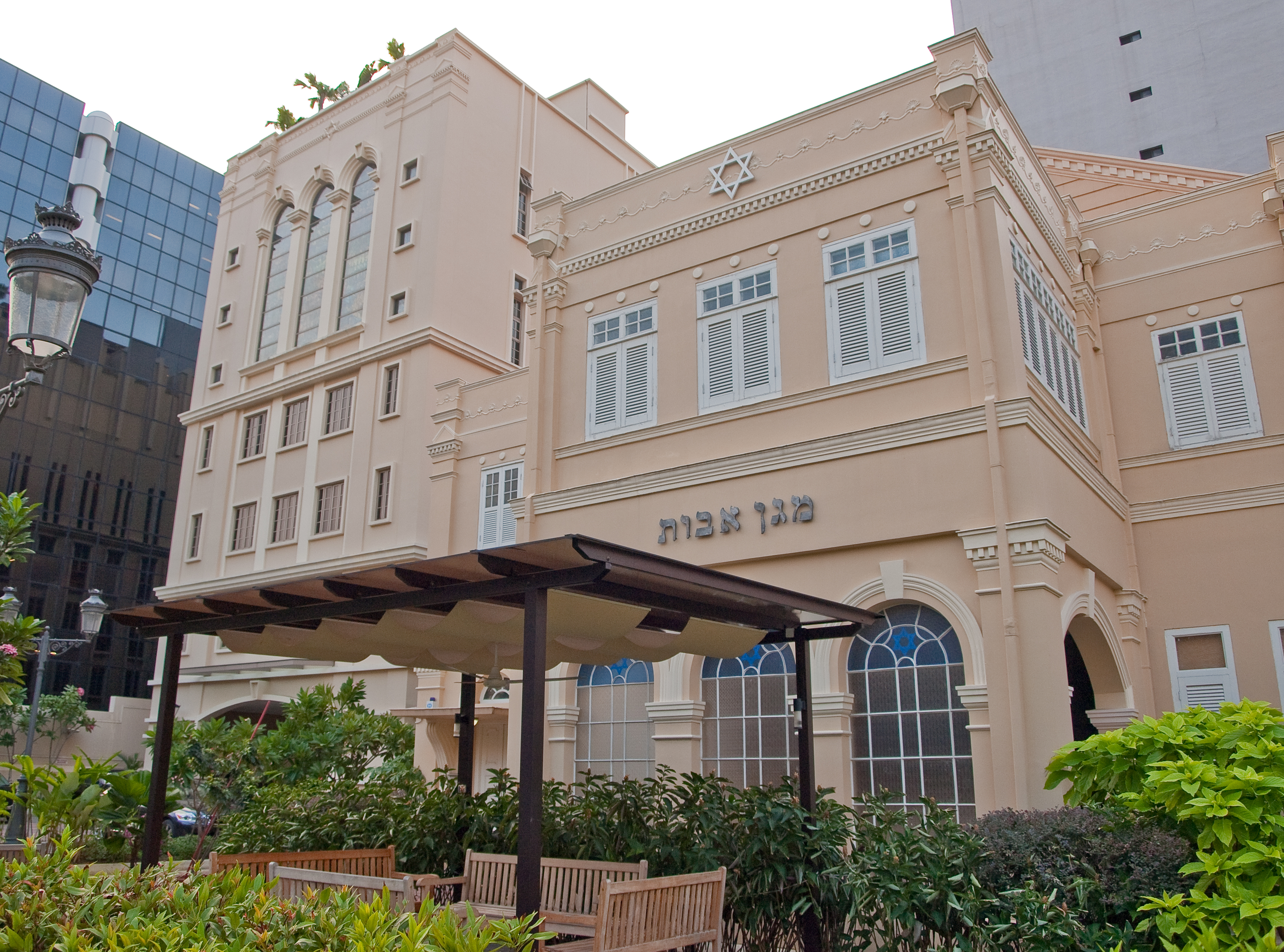
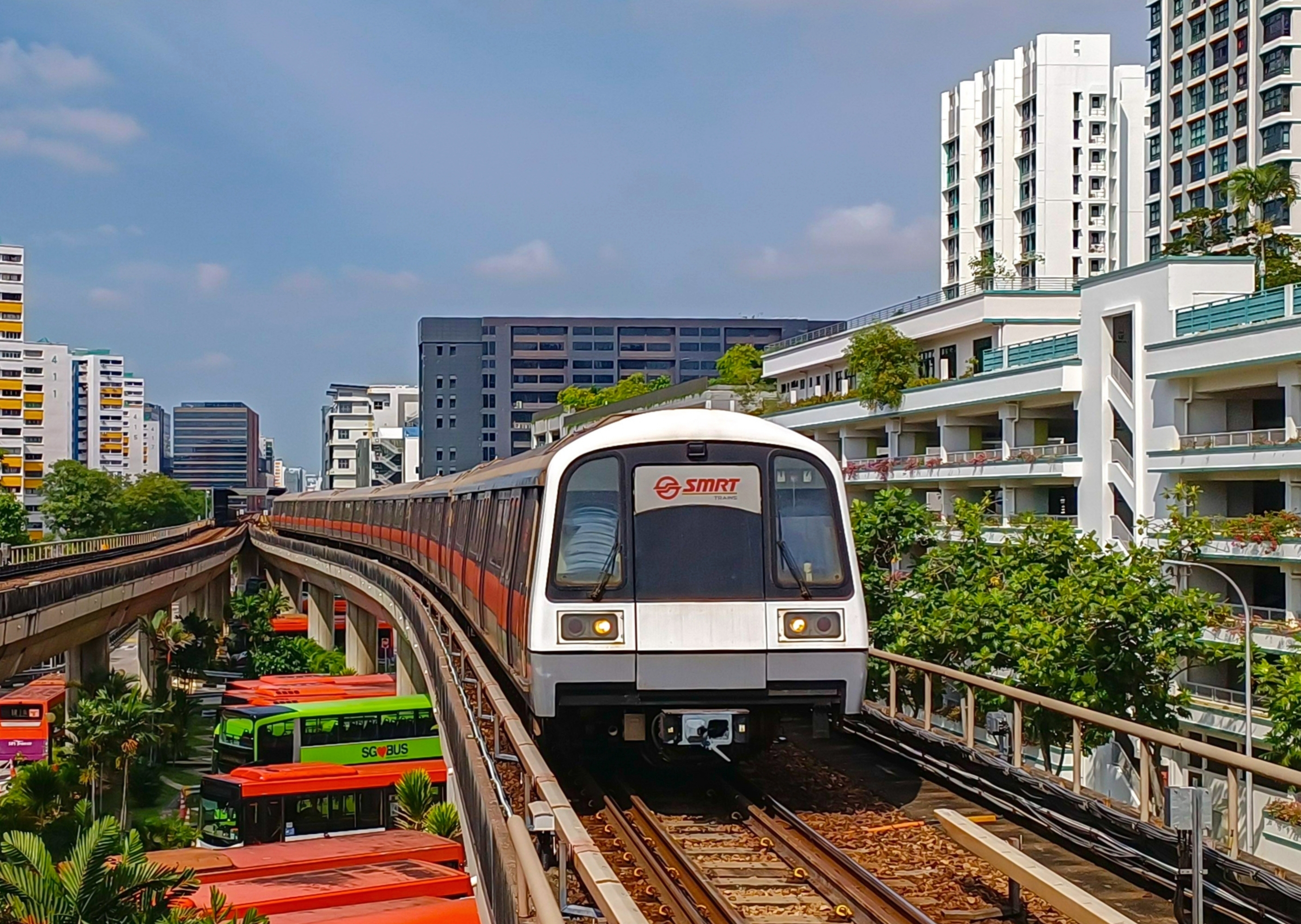

## مواضيع متعلقة
- مطبخ سنغافوري
- عرب سنغافورة
- استراتيجية سنغافورة